# Мир Полудня

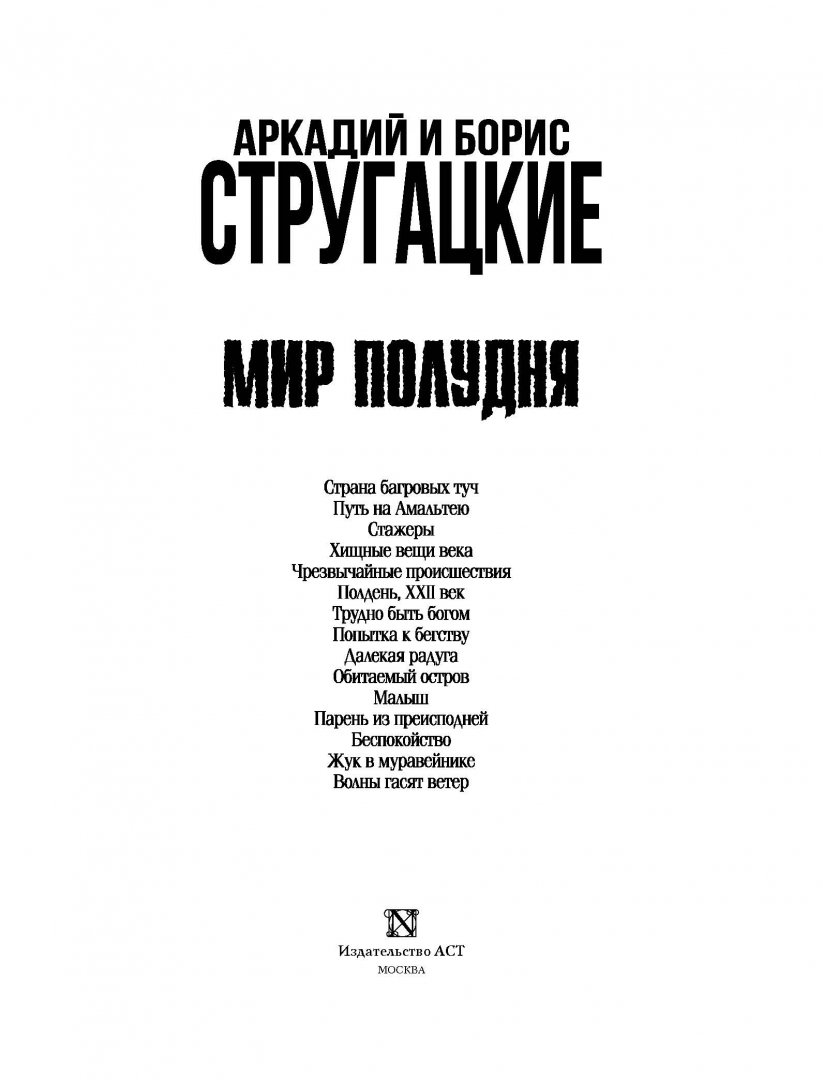
Титульный лист сборника Стругацких «Мир Полудня» (Москва, издательство «АСТ», 2016)

Мир Полу́дня (также Мир По́лдня) — литературный метамир, созданный советскими писателями братьями Стругацкими. Получил название от повести «Полдень, XXII век» (1962, расширенное издание 1967). Реалии, персонажи и локации этого мира в той или иной степени используются ещё в девяти произведениях Стругацких: «Попытка к бегству» (1962); «Далёкая Радуга» (1963); «Трудно быть богом» (1964); «Беспокойство» (ранний вариант «Улитки на склоне», первая публикация 1991); «Обитаемый остров» (1969); «Малыш» (1971); «Парень из преисподней» (1974); «Жук в муравейнике» (1980); «Волны гасят ветер» (1985).
Заглавная повесть цикла являлась развитием раннего научно-фантастического творчества Стругацких 1959—1962 годов (трилогии «Страна багровых туч», «Путь на Амальтею», «Стажёры», рассказов из сборников «Путь на Амальтею» и «Шесть спичек»). В совокупности произведения составляют первую в советской фантастике «историю будущего», охватывающую события от второй половины XX века до середины XXIII века (в «Попытке к бегству» приведена дата 22 апреля 2250 года). В отличие от аналогичных построений западных фантастов — особенно Р. Хайнлайна, П. Андерсона, Л. Нивена, Стругацкие не создавали чётко заданной хронологической схемы, предпочитая использовать метод «сквозных» персонажей, переходящих из книги в книгу и упоминаемых эпизодически. Создание единой хронологии метамира было осуществлено активистами фэндома, начиная с конца 1980-х годов, а затем тот же метод использовали исследователи и критики-стругацковеды, среди которых выделялся проект С. Переслегина, использованный в книжной серии «Миры братьев Стругацких», а также схемы М. Шавшина и В. Казакова.
«Мир Полудня» продемонстрировал творческую лабораторию Стругацких как социальных теоретиков, откликнувшихся на социальный заказ «оттепельной» эпохи: проектирование наиболее привлекательной и непротиворечивой картины коммунистического общества. «Полдень, XXII век» во многом отталкивался и полемизировал с «Туманностью Андромеды» — эталонной для советской литературы утопией И. А. Ефремова. Стругацкие создали широкую панораму будущего, охватывающую практически все аспекты созидательной деятельности человечества на Земле и в космосе, и продемонстрировали гуманистическое общество, ориентированное на безграничное познание и прогресс. В этой повести появилась новая группа сквозных персонажей — космолётчики Михаил Сидоров, Геннадий Комов и Леонид Горбовский. Мир коммунизма выстраивался писателями исходя из тезиса, что люди будущего мало чем отличаются от лучших современников из XX века. Героям коммунистической утопии Стругацких присущи живость характера и чувство юмора, они подвержены слабостям, сомнениям, совершают ошибки, в том числе трагические. В целом мир «Полдня» смыкается с социальной моделью Ефремова, но идеал творческого труда осмысляется соавторами в духе шестидесятников. Единственным социальным регулятором в коммунистическом обществе выступает воспитываемое с детства чувство ответственности перед другими членами социума. Однако уже с начала 1960-х годов Стругацкие обратились к исследованию неизбежных общественных противоречий, без которых будет невозможен социальный прогресс. В повести «Далёкая Радуга» описана вызванная научным экспериментом глобальная катастрофа на планете-полигоне, ставящая население перед выбором «наука — человечность». В повести «Малыш» представлена педагогическая проблема налаживания контакта с земным ребёнком, воспитанным негуманоидными инопланетянами, причём земляне терпят тотальное поражение.
После 1962 года Стругацкие разрабатывали тематику столкновения принципиально «несовместимых» цивилизаций в форме конфликта частных носителей несовместимых систем морали, приводящего к индивидуальному нравственному выбору и индивидуальной ответственности перед историей. В повестях «Попытка к бегству», «Трудно быть богом», «Обитаемый остров» земляне коммунистической утопии «Полдня» вынуждены сталкиваться с проявлениями общества потребления, фашизма, тоталитаризма и милитаризма. Эти повести связаны с актуальными для 1960-х годов проблемами мещанства и возможности и нравственной приемлемости ускорения исторического прогресса в любой его форме. Повесть «Обитаемый остров» открыла трилогию о Максиме Каммерере (в неё входят также «Жук в муравейнике» и «Волны гасят ветер»), действие которых привязано к молодости, зрелости и старости главного героя, сюжеты связаны тщательно разработанной системой взаимопересекающихся ссылок. В «Обитаемом острове» авторы впервые серьёзно обсуждают идею «прогрессорства», хотя сам этот термин появился только в повести-продолжении. В «Жуке в муравейнике» выясняется, что и в коммунистическом мире присущая человеческой природе слабость неизбежно приводит к появлению спецслужб. Главные герои поставлены перед выбором между верой в возможность благоприятного развития и в то, что угроза мнима, и негативным сценарием, в котором угроза смертельна.
Произведения Стругацких повлияли на развитие инакомыслия в СССР, значительная часть диссидентов и «внутренних эмигрантов» воспринимала себя — актуально и потенциально — коммунарами и прогрессорами Мира Полудня. По мнению философа А. А. Грицанова, статус прогностического, социально-философского и социологического творчества Стругацких в культуре XXI века сопоставим с платоновской моделью государства в традиционной культуре. В 1990-е годы началась реализация межавторского проекта «Время учеников», продолжавшаяся и в 2000-е годы. В 2011—2016 годах издательство «АСТ» публиковало книжную серию «Проект Аркадия и Бориса Стругацких „Обитаемый Остров“», авторами которой были Владимир Свержин, Антон Первушин, Фёдор Березин. Любительские и профессиональные фанфики создавали и другие литераторы (в том числе Ярослав Веров, Андрей Лазарчук и Михаил Успенский) и сетевой писатель Александр Розов. Ряд рассказов-деконструкций и роман «Факап» выпустил философ Константин Крылов.

## Состав «полуденного» цикла

### Название. Состав цикла
Аркадий и Борис Стругацкие использовали авторское склонение «Мир Полудня». Название литературного мира было образовано от заглавия утопического произведения «Полдень, XXII век», которое сами соавторы чаще всего именовали «Возвращение». Эта форма закрепилась главным образом в среде поклонников и в публицистике. В литературно-критических и академических изданиях чаще используется форма «Мир Полдня». В ряде диссертационных работ XXI века эта терминология и формы склонения («Полудня» — «Полдня») используются как общепонятные и взаимозаменяемые.
Цикл «Мир Полудня» включает десять произведений (приведены по хронологии издания):
- «Полдень, XXII век» (выпущен в 1962 году под названием «Возвращение»).
- «Попытка к бегству» (1962).
- «Далёкая Радуга» (1963).
- «Трудно быть богом» (1964).
- «Беспокойство» (написано в 1965, опубликовано в 1990—1991) — ранний вариант повести «Улитка на склоне» (1965).
- «Обитаемый остров» (1969, книжное издание 1971).
- «Малыш» (1971).
- «Парень из преисподней» (1974).
- «Жук в муравейнике» (1979—1980).
- «Волны гасят ветер» (1985—1986).

А. В. Фролов включал в метамир Полудня предшествующую «Возвращению» трилогию «Страна багровых туч» (1959), «Путь на Амальтею» (1960), «Стажёры» (1962), в которой описана космическая экспансия коммунистического Советского Союза на рубеже XX—XXI веков.

### «История будущего» Стругацких
По-видимому, первым стругацковскую историю будущего идентифицировал в 1974 году хорвато-канадский литературовед Дарко Сувин. Говоря о раннем творчестве авторов, он отметил, что оно формально и функционально схоже с циклами Верна («Необыкновенные путешествия»), Азимова («Основание») и Хайнлайна (собственно, «История будущего»). Главным содержанием космической трилогии, рассказов и романа «Полдень, XXII век» является реалистическая демонстрация жизни коммунистической Земли; героями неизменно являются молодые исследователи и учёные, «видящие романтику в повседневном своём, хотя и первопроходческом труде». Мир, показанный Стругацкими, идилличен, соответствуя формуле «конфликта хорошего и лучшего», разворачиваемого внутри абсолютной общепонятной этики.
Публицист-фантастовед Вл. Гаков утверждал, что Стругацкие от начала совместного творчества в конце 1950-х годов сознательно выстраивали «историю будущего», первую и «оставшуюся непревзойдённой» в советской фантастике. Если сравнивать цикл Стругацких с современными им масштабными построениями в западной фантастике — особенно у Р. Хайнлайна, П. Андерсона, Л. Нивена, — то у советских писателей не существовало чётко заданной хронологической схемы. Взамен Стругацкие использовали метод сквозных персонажей, как переходящих из книги в книгу (Горбовский или Максим Каммерер), так и упоминаемых лишь эпизодически (Комов или Атос-Сидоров). Литературный мир Стругацких, подобно мозаике, складывался из отдельных фрагментов, в этом отношении приблизительным аналогом его на Западе является творчество Урсулы Ле Гуин. Первый хронологический этап этой схемы приходился на рубеж XX—XXI веков, характеризующихся интенсивным освоением ближнего и дальнего космоса; на Земле завершается мирный переход от разделённого общества к всепланетному коммунизму. В повести «Хищные вещи века», не входящей в цикл, действие происходит в том же метамире на этапе перехода человечества к глобальному сообществу, при этом не существует ни империализма, ни глобализма, не упоминаются транснациональные корпорации.
После описания статичной утопии Полдня Стругацкие в рамках своего метамира в основном анализировали конфликты «несовместимых» цивилизаций, столкновения граждан коммунистической утопии «Полдня» с рудиментами фашизма, тоталитаризма и милитаризма на лишь слегка «замаскированных» иных планетах (например, Саракше). Повести «Попытка к бегству» и «Трудно быть богом» обособлены от примерной хронологической канвы истории будущего, вплоть до того, что действие «Попытки…» отнесено к 2250 году. Главный герой повести — советский офицер — необъяснимым образом переносится в Мир Полдня из фашистского концлагеря и оказывается в одной компании с космическими туристами. Они случайно открывают планету, на которой аборигены, находящиеся на феодальном уровне развития, пытаются эксплуатировать технику галактической сверхцивилизации Странников. В повести «Трудно быть богом» земной разведчик, учёный из Института экспериментальной истории действует в городе Арканар под именем благородного дона Руматы Эсторского. На планете господствует средневековое зверство, некоторыми чертами напоминающее и инквизицию, и земной фашизм, и сталинский тоталитаризм. В повести рассматривался вопрос о возможности и нравственной приемлемости ускорения исторического процесса. При этом посланцы коммунизма лишены земного оружия и не вправе убивать даже при самых критических обстоятельствах. Фантастический мир «Трудно быть богом», по словам литературоведа М. Амусина, сочетает лубок по мотивам «Трёх мушкетёров» и приметы обобщённого средневековья. В повести «Далёкая Радуга», написанной одновременно с двумя предыдущими, показана глобальная катастрофа на планете-полигоне, вызванная опытами физиков. Население поставлено перед выбором, что или кого избрать для эвакуации на единственном звездолёте: результаты научных исследований или детей. Дилемма «наука против человечности» усилена образом бессмертного учёного, «скрестившего» себя с компьютером.
Трилогия повестей о Максиме Каммерере общими героями, эпизодами, тщательно разработанной системой перекрёстных ссылок связана с романом «Полдень, XXII век». Книги трилогии — «Обитаемый остров», «Жук в муравейнике», «Волны гасят ветер» — посвящены, соответственно, юным годам, зрелости и старости Максима. Впрочем, авторы не стремились к абсолютной точности, например, в трёх повестях у Максима три разных даты рождения. Именно в «Обитаемом острове» авторы впервые серьёзно обсуждают концепцию прогрессорства — вмешательства могущественной Земли в дела отсталых несчастных планет, хотя сам термин появился только в «Жуке в муравейнике». Попав на планету, разрушенную ядерной войной, Максим с энтузиазмом молодости бросается в водоворот местной политики и рушит планы земного разведчика-резидента Рудольфа Сикорски. В повести «Жук в муравейнике» Сикорски руководит земной службой безопасности, в которой нуждается даже коммунистическое общество, и вынужден решать морально нерешаемую дилемму: коллега Сикорски и Каммерера — Лев Абалкин — родился из оплодотворённой яйцеклетки, найденной в «инкубаторе» гипотетической сверхцивилизации Странников, и его действиями может руководить заложенная неведомо кем генетическая программа. Авторы намеренно не позволяют героям и читателям отгадать, представлял или не представлял Абалкин реальную угрозу. В завершающей повести «Волны гасят ветер» авторы применили «эффектную инверсию» собственных ранних произведений: когда земные спецслужбы выходят на след вероятных инопланетных «прогрессоров», оказывается, что это — новая элита «избранных»: ничтожное меньшинство землян, совершивших гигантский эволюционный скачок, но и порвавших с человечностью. С трилогией о Максиме отдельными героями и сюжетными деталями связаны повести «Малыш» и «Парень из преисподней». В повести «Малыш» земляне терпят моральное поражение перед лицом негуманоидной цивилизации, воспитавшей человеческого ребёнка — «космического Маугли».
Авторы размышляли, что должно последовать за описанным ими полуденным миром, но, по выражению Б. Стругацкого, «ни до чего более или менее толкового так и не додумались». Итогом стала упомянутая в повести «Волны гасят ветер» Теория вертикального прогресса: «что это такое — мы и сами не понимали». Вертикальный прогресс — это принципиально иной тип и класс идей, так что, по выражению Б. Стругацкого, «мне даже аналогии в голову не приходит, не говоря уж о конкретных примерах».

### Мир Полудня, прошлое и будущее
Уже первые критики творчества Стругацких 1960-х годов осознавали, что писатели активно занимаются социальным моделированием. Воплощением процессов этого моделирования выступил в повести «Трудно быть богом» фантастический Институт экспериментальной истории. Политолог Ю. С. Черняховская отмечала, что Мир Полдня являлся художественным осмыслением тенденций, задаваемых господствовавшим в СССР 1950—1960-х годов мировоззрением — развитием политической системы по законам разума, сциентизма, созданием социума, в котором ведущую роль будет играть познание окружающего мира и воспитание следующих поколений. Стругацкие последовательно развивали эту модель, усложняя её политическую систему, детализируя возникающие философские проблемы. Созданные авторами социально-политические модели можно классифицировать по двум группам — собственно Мир Полдня (утопия будущей Земли) и так называемые «обречённые миры», с которыми контактируют земляне. С точки зрения Стругацких существует «торная дорога истории», которая следует естественным путём прогресса и неизбежно приводит к мировому коммунизму. Однако на пути встают те или иные негативные тенденции, которые и анализируются в терминологии «ответвления» и «препятствий». По мнению Ю. Черняховской, ближайшим преемником Стругацких в российской фантастике следующего поколения является С. Лукьяненко, полемизирующий в своих произведениях со Стругацкими. Писатель воспользовался тем же методом, используя те же политические тенденции, которые анализировали Стругацкие, исходя из новой общественно-политической обстановки (в том числе «дикого капитализма»).
Биограф Стругацких писатель-фантаст Ант Скаландис рассматривал утопические миры соавторов и Ивана Ефремова как полемизирующие друг с другом и одновременно утверждал, что именно Стругацкие впервые в советской фантастике сознательно занялись «миротворчеством». Созданная ими фантастическая вселенная оказалась динамической, адаптируемой к новым условиям жизни авторов и их литературного творчества. В результате он (метамир Стругацких) «просуществовал при поддержке самих авторов на протяжении десяти повестей и двадцати пяти лет, а потом самым непостижимым образом обманул время и сегодня, ещё через четверть века, остаётся таким же привлекательным и живым, несмотря на все катаклизмы, реформы и перевороты в сознании». Писатель и издатель Николай Ютанов также утверждал, что (в его терминологии) — «Мир „Полдня“ — единственный в своём роде, большой, тщательно продуманный цикл произведений, укладывающийся в какую-то осмысленную, определённую временную шкалу». В 1995 году возглавляемое Н. Ютановым петербургское издательство «Terra fantastica» запустило проект «Миры братьев Стругацких», по первоначальному замыслу включающий только те произведения Аркадия и Бориса Стругацких, которые посвящены «истории галактической цивилизации Земли». Сергею Переслегину было предложено разработать целостную концепцию обрамляющих преди- и послесловий от лица историка, живущего в XXIII веке и пытающегося осмыслить события минувших двух с половиной столетий. Эксперимент позиционировался как одобренный Борисом Стругацким. Проект изначально включал пять книг о коммунистическом будущем по Ефремову и Стругацким. Требовалось разработать единую хронологию, так как произведения выстраивались в порядке внутреннего действия, а не по времени написания. Этот порядок был выстроен лично Б. Н. Стругацким, который разрешил редакторам в комментарии указывать на «ряд неточностей исторического характера» в произведениях, но отказался редактировать их лично.
Параллельно реконструкции метамира Полудня С. Переслегина, в первой половине 1990-х годов в рамках фэндома и недавно созданной группы исследователей «Людены» были предложены ещё две модели будущего, основанные на текстах Стругацких. В 1993 году на Вторых Стругацковских чтениях во Владимире В. Казаков представил эссе «Полёт над гнездом лягушки», в котором изложил свою версию в беллетристической форме. История будущего была представлена как рецензия на историческую книгу, выпущенную в XXIII веке и посвящённую тому, «как всё было на самом деле». Петербургский исследователь Стругацких и активист фэндома Михаил Шавшин сосредоточился на внутренней хронологии XXII века, исключая произведения, не входящие в собственно «полуденный» ряд. Статья М. Шавшина «XXII век: опыт историографии» имела авторскую датировку «декабрь, 1991 год», длительное время ходила в электронном виде и была опубликована в 2015 году.
Приём, аналогичный применённому В. Казаковым, был использован и С. Переслегиным, который счёл, что историю коммунизма будет удобнее излагать от лица земного «прогрессора», действующего в мире, по уровню развития сравнимом с земным XX веком. В версии С. Переслегина наибольшее неприятие критиков и деятелей фэндома вызвала исходная посылка: коммунизм стал следствием поражения СССР во Второй мировой войне. Из-за этого война длилась значительно меньше, нанесла меньший материальный и демографический ущерб, не привела к развитию ракетной техники, инерциальной навигации и систем автоматического управления. «…Этапа Спутника в мире „Стажёров“ не было, и сразу же создавались корабли, управляемые людьми: пилоты, а не гироскопическая автоматика, удерживали эти корабли в равновесии на стартовом и посадочном участке, штурманы, а не кибернетические системы вели их к цели. Отсюда — значительно большая роль человеческого фактора». Уничтожить советскую модель социализма даже в этих условиях было совершенно невозможно, «накопленный энтузиазм тридцатых — сороковых тратился в Советском Союзе этой Реальности на решение существенно более полезных задач, нежели „смертный бой“ и „ядерный паритет“».
На основе вариантов М. Шавшина, В. Казакова и С. Переслегина свой вариант хронологии цикла представил Михаил Назаренко. Он попытался исправить недостатки предшествующих моделей: того, что все варианты противоречат друг другу и ни один из их авторов не обосновал выбора каждой конкретной из предложенных ими дат. Главным ориентиром для построения внутренней хронологии являются авторские указания на последовательность событий, возраст героев и тому подобное; это также снимает проблему фанатского «дописывания» и «уточнения». М. Назаренко исходил также из постулата, что будущее Стругацких не соответствует нашему настоящему и будущему. Точку зрения Переслегина Михаил Назаренко характеризовал как «кощунственную», причём не только по отношению к реальным солдатам, но и к героям Стругацких, которые боролись с фашизмом. Иными словами, исходной точкой истории будущего является реальность 1950-х годов, как она представлялась советской интеллигенции.
На рубеже XX—XXI веков, когда Борис Стругацкий подводил итоги собственной жизни и совместному с братом творчеству, он не отвергал концепцию Мира Полудня как «Мира, в котором Нам Хочется Жить», лучше которого оба брата-соавтора «не могли и даже не пытались себе представить». Мир выстраивался писателями в обстановке «оттепельного оптимизма», когда казалось, что светлое будущее «будет быстро, здо́рово и очень скоро». Впрочем, авторы довольно быстро изменили приоритеты, считая воспитание новых поколений более важным делом, чем освоение космоса. Даже знаковые для советской интеллигенции события 1960-х годов не изменили отношения авторов к Миру Полудня, однако Б. Стругацкий замечал, что это уже не был «Мир-который-неизбежен» и не «Мир-который-мы-сегодня-строим».

### Переходящие персонажи и локации фантастического мира

#### Люди

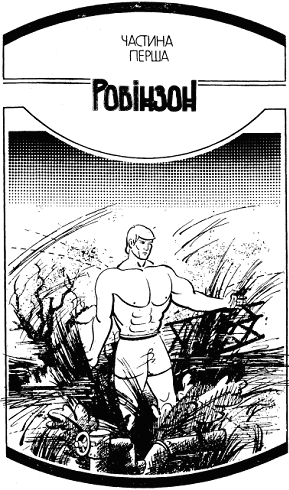
Максим Каммерер на иллюстрации К. Сулимы к украинскому изданию повести «Обитаемый остров» 1991 года

Комментируя корпус своих с братом произведений, Б. Н. Стругацкий неоднократно повторял, что они никогда не пытались создавать «цикл» и каждая последующая повесть не рассматривалась авторами как продолжение. Однако использование одинаковых героев нравилось соавторам, в техническом отношении было удобно ссылаться на ранее обыгранные ситуации и обстоятельства. Так создавалась литературная «связь времён».
Важнейший персонаж полуденного цикла — космопроходчик Леонид Андреевич Горбовский, который является одним из главных героев утопии «Полдень, XXII век», повестей «Далёкая Радуга» и «Беспокойство», активно действует в повестях «Малыш» и «Волны гасят ветер», упоминается в «Жуке в муравейнике». Впервые фамилия «Горбовский» появляется в рассказе «Частные предположения», но связь этого персонажа с Горбовским «Полдня» активно дискутируется в среде фэндома. Замыкающей в цикле Полдня сами авторы считали «Далёкую Радугу», в финале которой Горбовский гибнет вместе со всей планетой. Последующее его «воскрешение» никак не объяснялось и не комментировалось. Помимо космических подвигов, Горбовский описывается как специалист по контактам с инопланетными цивилизациями и член земного правительства — Мирового Совета. Его именем названа планета Леонида — обиталище биологической цивилизации. Горбовский обладает невероятной интуицией, чрезвычайно авторитетен, но при этом у него мелкая личная странность: он обожает отдыхать в горизонтальном положении, и первый его вопрос неизменен: «Можно, я лягу?»
В романе «Полдень, XXII век» появилось ещё несколько героев-космонавтов, занятых исследованием инопланетной археологии (следопыты) и контактами с инопланетными цивилизациями. Таков Геннадий Юрьевич Комов (школьником носил прозвище «Генка-Капитан»), прогрессор и ксенопсихолог, глава миссий по контактам с негуманоидными цивилизациями Леониды и Ковчега, а также исследования мёртвой планеты Надежда. Является главой Мирового Совета и КОМКОНА-1 — Комиссии по контактам с внеземными цивилизациями. Был одним из главных разработчиков и апологетов теории Вертикального прогресса. Комов — персонаж всех повестей полуденного цикла, кроме «Далёкой Радуги». Михаил Альбертович Сидоров («Атос») в молодости отличался отчаянной смелостью (новелла «Десантники» романа «Полдень, XXII век»), затем руководил операцией «Ковчег» по переселению негуманоидов на пустую планету (повесть «Малыш»). В повести «Волны гасят ветер» Атос-Сидоров — президент сектора «Урал-Север» КОМКОНа-2 (Комиссии по контролю). В числе второстепенных персонажей находятся Август-Иоганн-Мария Бадер, в том же качестве упоминаемый в повестях «Малыш» и «Жук в муравейнике», а также звездолётчик Яков Вандерхузе, который возглавлял миссии по исследованию иных планет («Ковчег» и «Мёртвый мир») в тех же повестях. Охотник-неудачник Поль Гнедых из романа «Полдень, XXII век» в «Беспокойстве» упоминается как начальник инопланетной базы и начальник Службы индивидуальной безопасности. На той же планете Атос пытается найти выход из Леса, населённого аборигенами.
Героем трёх больших повестей («Обитаемый остров», «Жук в муравейнике», «Волны гасят ветер») является Максим Каммерер. Это единственный персонаж полуденного цикла, чья биография прослежена от молодости до глубокой старости — между действием начальной и финальной частей трилогии проходит не менее полувека. В «Обитаемом острове» и «Жуке в муравейнике» действует (и упоминается как покойный в «Волнах…») Рудольф Сикорски — руководитель прогрессорской миссии Комитета галактической безопасности (КГБ) на Саракше, далее глава Комиссии по контролю (КОМКОН-2), начальник группы по расследованию «дела подкидышей». Одним из «подкидышей» — человеческих детей, выращенных из эмбрионов инопланетного хранилища, предположительно установленного сверхцивилизацией Странников, являлся Лев Абалкин  — антагонист «Жука в муравейнике». Абалкин был успешным прогрессором; зоопсихолог по профессиональному призванию, он стал инициатором и исполнителем контакта с разумными собакообразными (киноидами) на Саракше — так называемыми «голованами». Киноидов открыл на Саракше Каммерер. Вместе с голованом по имени Щекн Абалкин участвовал в исследовании мёртвой планеты Надежда, опустошённой Странниками (вставной, параллельный сюжет «Жука в муравейнике»). Командиром отряда КОМКОНА-1 на Надежде был Я. Вандерхузе. Как и всем «подкидышам», Льву было запрещено находиться на Земле; был внедрён на Саракше в Островную империю. В финале «Жука…» Абалкина застрелил Р. Сикорски из-за подозрения в том, что он является резидентом Странников или носителем таинственной психической программы, заставляющей его стремиться к артефакту невыясненного назначения — так называемому «детонатору». Прогрессор — резидент на планете Гиганда Корней Янович Яшмаа («Парень из преисподней») в «Жуке в муравейнике» также оказался одним из «подкидышей». Более того, в порядке эксперимента ему сообщили о его истинном происхождении, что не привело ни к каким негативным последствиям.
Со Львом Абалкиным тесными эмоциональными узами была связана Майя Тойвовна Глумова, героиня повести «Малыш». В «Жуке в муравейнике» она работала в спецсекторе объектов невыясненного назначения Музея внеземных культур и стала свидетельницей убийства Абалкина. Её сын Тойво Глумов являлся сотрудником КОМКОНа-1, далее перешёл к Каммереру бороться против прогрессорства Странников на Земле — в проект «Визит старой дамы» («Волны гасят ветер»). В финале был инициирован как люден — представитель маленького сообщества землян, поднявшихся на очередной уровень эволюционного развития и приобретших сверхчеловеческие качества. Их существование было аналитически предсказано Айзеком Бромбергом — знатоком «запрещённой науки», бескомпромиссным борцом с запретами и секретностью, выступающим за абсолютную свободу развития науки. Представителем люденов на переговорах с Комовым и Горбовским выступал Даниил Логовенко.
Давая имена своим персонажам, соавторы решали сугубо писательские задачи (включая благозвучие), но нередко использовали фамилии реально существовавших людей из своего окружения. Например, эпизодический персонаж из новеллы «Почти такие же» романа «Полдень, XXII век» Валя Копылов получил фамилию одного из близких друзей Бориса Стругацкого. Ему же принадлежал излюбленный вопрос Горбовского «Можно, я лягу?» Фамилию коллеги по Пулковской обсерватории Виктора Вязаницына авторы использовали в «Далёкой Радуге». Водитель из «Беспокойства» Кутнов получил фамилию от армейского сослуживца Аркадия Стругацкого. Майя Глумова — одноклассница Аркадия Натановича. Имена переходили также из произведений, не относящихся к «полуденному» метамиру: так, звучное слово «Драмба» из повести «Понедельник начинается в субботу» в дальнейшем использовалось в «Далёкой Радуге» (как имя автора формулы) и в «Парне из преисподней» (имя робота).

#### Планеты и инопланетяне
Пространственная структура космоса Стругацких относительно несложна, образуя сферу уже познанных и ещё не познанных землянами миров освоенной части Вселенной. В ранних произведениях, написанных до 1962 года, преобладают экспансионистские мотивы. Главные действующие лица здесь — космопроходцы: пилоты, десантники, затем прогрессоры. В произведениях 1980-х годов мотивы сменяются: озабоченность землян вызывают возможные воздействия на их собственную планету обитателей иных миров. Уже в самых первых, эпических повестях Стругацкие разработали ряд сквозных мотивов, проходящих через всё их творчество. Одна из них — угроза со стороны нечеловеческого разума. Уже в «полуденной» утопии упоминается «Массачусетский кошмар»: созданная людьми сверхсложная кибернетическая машина грозила в кратчайший срок (порядка нескольких минут) создать искусственный интеллект — основу земной нечеловеческой цивилизации. На ближайших планетах Солнечной системы и в иных мирах во множестве обнаруживаются следы деятельности сверхцивилизации — так называемых Странников.
Собственно инопланетяне Стругацких интересовали мало. Например, о биологической цивилизации планеты Леонида в разных произведениях упоминается буквально парой строк. Придумывая имя для галактической сверхцивилизации, авторы остановились на варианте «Странники» из-за того, что это слово ассоциируется и со «странствующими», и «странными». Сильно менялся образ сверхрациональной цивилизации планеты Тагора: в «Попытке к бегству» тамошние аборигены мельком обозначены как гуманоиды, в дальнейшем авторы представляли их как своего рода разумных саламандр Чапека (так оказалось удобнее для сюжета «Жука в муравейнике» и «Волн…»).

## Социально-политическая система фантастического мира Стругацких

### Человеческая природа и творческий труд
Политолог Ю. С. Черняховская отмечала, что утопия Стругацких «Полдень, XXII век» отличалась от фантастического мира «Туманности Андромеды» И. А. Ефремова. В обоих романах представлена модель мира, в которой реализованы базовые идеалы современного писателям общества. Однако Ефремов представил картину социально «должного и желаемого», тогда как Стругацкие конструировали мир, являющийся относительно близким по времени результатом оптимистического сценария развития современности («должное и реалистически возможное»). В обеих моделях коммунистического общества господствует система всеобъемлющего самоуправления, основанная на прямом участии граждан в управлении общественными делами. Историк и фантастовед В. В. Комиссаров (ссылаясь на С. Б. Переслегина) также отмечал, что повторяемый во многих публикациях тезис о всеобъемлющем воздействии социальной модели И. А. Ефремова на советскую фантастику и шире — интеллигентское мировоззрение — является следствием смешения существенно отличающихся друг от друга моделей коммунистического будущего — Ефремова и Стругацких. Общество Стругацких может характеризоваться как «галактическая империя земной нации», основанная на классических философских парадигмах Европы и населённая лучшими из шестидесятников. Парадигмальная структура, личная и социальная психология в модели Ефремова была иной, что, в частности, подразумевает иную этику и эстетику текстов. При этом без Ефремова не состоялся бы футуристический проект Стругацких.
Антропология Стругацких строилась на постулате, что творческий труд является способом существования, самореализации и саморазвития человека, именно такой труд обеспечивает и поддерживает для человека его нормальное состояние. Именно потому в Мире Полдня наиболее уважаемыми профессиями являются врачи и учителя. Высшим органом управления человечеством является Мировой Совет, который на шестьдесят процентов состоит из представителей этих профессий. Эти же профессии характеризуются повышенной востребованностью, людей данных специальностей постоянно не хватает. В мире Полдня люди заняты в основном в исследовательской работе, например практической генетике и ветеринарии, экономической статистике, зоопсихологии и кибернетике. Физический и непрестижный труд выполняют механизмы-«киберы», освобождая человечество для интеллектуальной деятельности. Борис Стругацкий в интервью 1987 года отмечал, что с точки зрения героев их с братом утопии работа — высшее наслаждение и счастье для человека и что ничего более интересного они не знают. Помимо любви к труду, базовой чертой человека коммунистического будущего Стругацких является интерес к окружающему миру. То есть коммунар — это одновременно субъект и объект: воздействуя на мир, он сам изменяется под воздействием изменённого мира. По мнению авторов, у каждого человека имеется какой-либо талант и, если его последовательно развивать, человек неизбежно заинтересуется той деятельностью, к которой имеет предрасположенность, реализовав себя на благо социума. В статье для журнала «Блокнот агитатора» (1987) Стругацкие подчёркивали, что «талант портняжить или слесарить, талант решать абстрактные задачи, просто талант к сопереживанию», равно «необходим и медработникам, и писателям». Главной проблемой социализации является то, что «подросток мучается, шарахается из стороны в сторону, всячески изгаляется и выдрючивается», поскольку стремится «стать самостоятельной и совершенно особенной личностью», но обнаружить главное призвание без посторонней помощи, как правило, не способен. «Не в силах обнаружить в себе талант, он стремится заменить его каким-нибудь блестящим, ярко раскрашенным „протезом“».
С точки зрения Стругацких, духовные объекты более разнообразны, чем материальные устремления, поэтому «духовному голоду» никогда не будет грозить пресыщение, так как удовлетворение духовных потребностей «ещё более разжигает и углубляет аппетит». Именно стремление каждого человека к развитию и создание обществом условий для развития является главным фактором, уберегающим цивилизацию от застоя и делающим возможным прогрессивное ускоренное развитие. То есть творческий труд в утопии Полдня выполняет универсальную роль. Творческий труд сам по себе является целью как общества, так и каждого отдельного человека. Свобода в этом контексте (что признавал Борис Стругацкий и в XXI веке) значима только в тех пределах, когда создаёт условия для творчества. Труд рассматривается расширительно: не как условие добывания хлеба насущного и средств потребления, а как условие и средство реализации человеческих способностей. Труд является фундаментом развития в человеке потребности в саморазвитии и познании. В этом контексте общественное развитие самозначимо, ибо труд является условием доступа к более интересным видам труда, а целью труда является создание ещё более увлекательных возможностей для развития и приложения способностей каждого человека и ещё более увлекательного труда. Труд сам по себе выступает как процесс познания, ибо человек занят исключительно в таких видах деятельности, где ожидаются и требуются новые решения и открытия. То есть это уже не стирание различий между физическим и умственным трудом (как у классиков марксизма), а исчезновение разницы между производственной и научно-познавательной деятельностью. Труд становится формой непосредственного существования личности и общества, рабочее время — это и есть сфера истинной свободы и наиболее интересная форма досуга. Трудом является любая осмысленная и творческая созидательная деятельность: от деятельности учёного и художника до труда матери по воспитанию ребёнка. Впрочем, Стругацкие не отрицали, что человек способен получать удовольствие и радость жизни не только от труда, но в их понимании радость от труда — наивысшая.

### Политическая модель «полуденного» общества
Ю. С. Черняховская характеризовала политическую модель общества Стругацких как «профессионально-функциональное самоуправление». В мире коммунизма всеобщее участие граждан в общественном и экономическом самоуправлении сочетается с функциональной значимостью профессионалов во всех сферах и исследовательских центров, в которых разрабатываются проекты общепланетарной значимости. Основными институтами власти являются представительные органы, избираемые из наиболее компетентных специалистов по вопросам экономики, социологии, психологии, науки и техники, медицины и других отраслей. В пространственно-временном отношении фантастическая вселенная Стругацких проста и чётко структурирована: дела Земли отделены от инопланетных. В произведениях 1980-х годов упоминается Периферия: сфера уже познанных и ещё не познанных землянами миров освоенного космоса. Существуют и колонии в прямом смысле слова: осваиваемые землянами необитаемые планеты. Регулятивную деятельность на Земле и Периферии обеспечивает Мировой Совет, определяющий общую стратегию и распределяющий ресурсы. Все участники органов власти на всех уровнях являются профессионалами, большую часть времени занятые по основной специальности. В колониях (например, на Радуге — планете-полигоне физиков) существуют структуры, сопоставимые по составу и функциям с Мировым Советом, но локального масштаба. На Земле предполагается наличие советов регионального и более низких уровней, функционирующих в пределах своей компетенции. В позднейших произведениях не исключается существование законодательства, профессиональных юристов, то есть возможность правонарушений и социальных конфликтов. В повести «Волны гасят ветер» описан механизм реализации изменения законов: при возникновении социальной необходимости такого рода сторонники изменений действуют традиционными способами. Они объединяются, подают коллективные петиции, проводят массовые акции, включая демонстрации и митинги, а также имеют небольшой юридический корпус, позволяющий квалифицированно отстаивать свою позицию. Если требования признаются обществом, законы изменяются.
Основой коммунистического общества Стругацких является интеллектуальная элита. В письме Аркадия Стругацкого брату Борису от 12 сентября 1963 года предельно откровенно сказано, что «…коммунизм — это братство интеллигенции, а не всяких там „вонючих садовников“. На солженицынских матрёнах коммунизма не построишь». Элитность не означает элитаризма, поскольку коммунизм строится и состоит из людей, занятых высшим интеллектуальным трудом, и в нём нет разделения на высших и низших, так как социум опирается на «производителей знания», а повседневность обеспечивается механизмами. Людям оставлены те сферы деятельности, которые требуют самостоятельных творческих решений.

### Экономика и технологии
Согласно Ю. Черняховской, экономика коммунизма Стругацких является плановой. На писательской встрече в редакции журнала «Нева» в 1962 году соавторы подчёркивали, что плановость будет поддерживаться наслаждением людей от творческого труда, а это по определению не может приводить к ограничению усилий и навязыванию безделья. Данное противоречие было отрефлексировано Стругацкими и являлось одним из важнейших в проектируемом общественном устройстве: на место борьбы за потребление приходит соревнование в творчестве; созидательный конфликт мыслился как один из стимулов общественного развития. Поэтому в управлении экономикой огромную роль играет статистика, включая статистические предсказания. В романе «Полдень, XXII век» прямо сказано, что важные проблемы, требующие максимальных вложений, будут определяться по принципу генерирования максимума новых проблем. Статистика будет влиять и на подготовку кадров. Изобилие ресурсов обеспечивается освоением космического пространства; в этом контексте Стругацкие оставили открытым вопрос, следует ли рисковать человеческими жизнями для колонизации других планет или добывать ресурсы посредством автоматизированных заводов. В «Полдне…» названо число специализированных и профильных скотоводческих ферм — около ста тысяч на всю планету. В совокупности эти и другие предприятия обеспечивают «гигантский, предельно автоматизированный комбинат, производящий продукты питания» (вплоть до «устриц и манго»). Система изобильного производства поддерживается совершенно автоматически и развивается столь стремительно, что приходится принимать специальные меры против перепроизводства. Производственные площадки связаны с человеческими поселениями Линией Доставки, которая позволяет разместить любой заказ в течение получаса.
В написанной в 1965 году повести «Хищные вещи века» (действие её приурочено примерно ко второму десятилетию XXI столетия) модель «безграничного развития экономики» с фантастически высоким уровнем жизни построена в капиталистическом, а не коммунистическом мире. Гиперпотребление обеспечивается синтезаторами живой материи, навсегда закрывшими проблему голода. Стругацкие здесь воспроизвели типичный для 1960-х годов оптимизм в разработке искусственной пищи, не задумываясь о её последствиях для человеческого организма. В реальном XXI веке процесс химического синтеза еды скрывается производителями и искусственная пища не считается великим достижением цивилизации. Точно так же в литературе 1960-х годов в целом господствовал оптимизм по поводу возможности создавать еду нетрадиционными способами. Подобные сюжеты присутствуют даже в мэйнстримной литературе, например у В. Шукшина. Стругацкие осознавали, что достижения химии будут широко представлены в пищевой индустрии, и уловили главную тенденцию — использования в быту готовых блюд или полуфабрикатов, требующих минимальных усилий по приготовлению, а благодаря искусственным компонентам ещё и приятных на вкус и разнообразных по ассортименту. Мир Стругацких, описанный до докладов Римского клуба, решил проблему нехватки ресурсов и энергии, прежде всего за счёт широчайшего использования ядерных и термоядерных технологий и активного освоения космоса. Ещё герои «Страны багровых туч» отправлялись на Венеру для разработки трансурановых элементов. Источники дешёвой энергии и сырья позволили устроить в капиталистической стране бесплатную раздачу продуктов и товаров «в обеспечение личных потребностей», включая модную одежду и книги, разнообразие которых восхищает Ивана Жилина. В реальных 2020-х годах даже развитые страны далеко не достигли описанного в повести материального достатка, а также четырёхчасового рабочего дня, который для мира «Хищных вещей века» является повсеместной нормой. Обыденностью стало широкое использование беспилотного транспорта, в том числе в быту.
Попытку реконструкции экономики мира будущего Стругацких, увязанной с уровнем развития техники и технологий, предприняли в 1990-е годы редакторы серии «Миры братьев Стругацких», в число которых входили Н. Ютанов и С. Переслегин. С. Переслегин основывался на технических несоответствиях реальности конца XX века и представлений Стругацких о космической технике XXI века, в первую очередь из «предполуденной» трилогии. Мир «Стажёров» не знал ракет на химическом топливе, а атомный космический двигатель в повести «Страна багровых туч» (действие которой разворачивается на рубеже 1980—1990-х годов) назван безнадёжно устаревшим. При этом авионика космической техники очень своеобразна: в «Стране багровых туч» первый пилот Спицын вручную крутит верньеры и определяет пеленг. В «Пути на Амальтею» штурман фотонного планетолёта «Тахмасиб» Крутиков работает за пультом «вычислителя», а командир корабля Быков лично проверяет финиш-программу на листе разграфлённой бумаги. Штурман голосом сообщает ему расстояние до экзосферы Юпитера. В этой же повести измерительная аппаратура планетологов работает под высоким напряжением, включая спектрограф, батиметр (с рабочим диапазоном 300 атмосфер) и бомбосбрасыватель, заряды для которого весят по 20 кг, что делает работу учёных изнурительной и опасной. Планетолог Дауге вручную считывает и отождествляет спектральные линии. В повести «Стажёры» (действие её разворачивается спустя десять лет) бортинженер Жилин всё свободное время настраивает недублированный фазоциклёр — часть контрольной системы отражателя фотонного привода. Впрочем, аналогичные технические проблемы (примитивность связи, управления, вычислительной техники и автоматического контроля) являются хроническими и для романа «Полдень, XXII век». Стажёр-океанолог Белов во время приступа глубинного психоза едва не открывает люк в батискафе Кондратьева на километровой глубине. Планетолёт Горбовского «Скиф-Алеф» не имеет связи с кораблём-маткой и искусственными спутниками команды исследователей планеты Владислава. Измерительная аппаратура «десантника» Атоса-Сидорова работает на печатных платах, которые раскалываются от сотрясения и перегрузок. В повести «Далёкая Радуга» ульмотроны «с полумикронным допуском» являются дефицитом, ибо собираются вручную. Не существует персональных компьютеров или их аналога, нет единой электронной сети как социально значимого инструментария, несмотря на существование Большого Всепланетного Информатория (БВИ). В известном смысле это отражение общей тенденции в фантастике середины XX века, когда писатели воспринимали технологии 1950—1970-х годов как самодостаточные и не нуждающиеся в серьёзном улучшении.
Экономические императивы мира Стругацких, по собственному высказыванию С. Переслегина, как таковые его интересовали мало. Он исходил из того, что «ни один из существующих экономических механизмов не приближает нас к концепции „земного рая“», так как «практически при любой экономической модели можно нормально жить и как-то развиваться». В отличие от Ю. Черняховской, Переслегин не считал основой экономики Полудня плановую систему, так как она «не носит автоматического характера и требует для своего функционирования отвлечения от производства значительных ресурсов» и она не может функционировать на существующей в XXII веке технологической базе. Поэтому С. Переслегин перечислил лишь базовые требования к экономической модели коммунизма:
1. Высокий коэффициент полезного действия («экономический механизм не должен требовать на поддержание своего существования сколько-нибудь заметных ресурсов»).
2. Авторегулирующий характер экономического механизма, обеспечивающий баланс спроса и предложения, без вмешательства извне.
3. Поддержание экономического развития без вмешательства извне.
4. Принципиальная возможность поддерживать «вертикальный экономический прогресс» с удвоением за год совокупного общественного продукта.
5. Возможность перейти к насыщающей экономике, которая автоматически удовлетворяет потребности по мере их появления[79].

В офлайн-интервью, в реплике от 13 июня 2000 года Борис Стругацкий прямо заявил, что они с братом «очень смутно» представляли себе экономику Мира Полудня.
Базовой идеей, положенной в основу фантастического мира Стругацких, являлось отождествление прогресса с познанием. Познание безгранично и бесконечно, так как коренится в бесконечности тайн, поэтому человечество сталкивается с бесконечностью знаний. Прогресс — это развитие знания и процесса познания. Стремление к познанию — естественная черта человеческой природы, оно же является базовым жизненным интересом и инструментом (одновременно институтом) адаптации социума к новым условиям. До наступления коммунизма стремление к познанию подавлялось животными инстинктами, прежде всего из-за недостатка жизненных благ. На новом витке прогресса именно познание станет движущей силой человечества, так как при минимально достаточных социальных условиях человек по природе своей бескорыстно стремится к познанию. Это возможно только в условиях, когда человек меняется и прогрессирует вместе с социумом, в формулировке Бориса Стругацкого: «Если человек разумен, значит, у него и с остальным всё в порядке». В Мире Полдня два структурообразующих начала: стремление к познанию обеспечивает технический и социальный прогресс; этот прогресс является разумным, ориентированным на рациональное познание законов социального развития. Чтобы на первое место выдвинулась духовная потребность в труде, человечество должно быть освобождено от необходимости «добывать хлеб в поте лица своего», то есть сводить свою жизнь исключительно к удовлетворению материальных благ. Материальное изобилие необходимо прежде всего для достижения социальной справедливости в потреблении, когда распределение не является более источником неприязни одних членов социума к другим.

### Теория воспитания
В советской утопии «оттепельной эпохи» важное место занимала проблема «нового человека» как политического субъекта и объекта общества светлого будущего. Именно по этой линии можно проследить полемику между моделями утопии Ефремова и Стругацких, которые, в общем, были его последователями. Однако И. А. Ефремов совершенно сознательно конструировал людей будущего как абсолютно не похожих на граждан современности. Напротив, Стругацкие с самого начала отталкивались от психологии лучшей части советских людей 1950—1960-х годов. Эту же позицию как принципиальную братья-соавторы высказали на встрече писателей-фантастов 1964 года в докладе «Человек нашей мечты». Стругацкие заявили, что уже в наше время происходит смещение «полюса талантливости, гениальности» («как сейчас является нормой то, что находилось на полюсе гениальности 200 лет назад») и поэтому спустя двести или триста лет большинство людей станут такими, какие ныне представляются исключительными. Собственно, в этом даже не было конфликта с Ефремовым, который пытался построить образ человека отдалённого будущего, а для Стругацких первичным являлся тезис, что люди, составляющие общество будущего, уже живут среди нас.
Стругацкие трактовали будущее не как результат случайного развития событий, а как слияние двух магистральных тенденций: как итог всего предыдущего восходящего развития человечества и одновременно как результат сознательного воздействия людей. Переход к обществу познания возможен только через целенаправленные усилия по воспитанию, проект системы которого охарактеризован в новелле «Злоумышленники» романа «Полдень, XXII век». Ученики фантастического Аньюдинского интерната имеют большую свободу выбора занятий и предпочитают тратить досуг на изучение новейших физических теорий и химические эксперименты, активные игры или подводное плавание с аквалангом. Обучение происходит через диалог с наставником (Учителем), но упоминаются и «телевизионные уроки» по экономике и географии. Алгебра изучается вместе с учителем. Учитель — это высший авторитет, который должен выступать как специалист по всем дисциплинам, но прежде всего он занимается морально-этическим воспитанием детей. По мнению Ю. Черняховской, это отсылает к педагогическим теориям утопистов Ш. Фурье и Р. Оуэна: теоретическое обучение соединяется с прикладным в учебных мастерских. Учитель занимается с небольшим числом подростков, жизнь и нрав которых знает досконально, он в курсе того, как каждый из них проводит свободное время и какие имеет привычки. То есть он сочетает функции воспитателя и психолога. Учитель имеет доступ в комнату учеников в любое время суток, но редко этим пользуется, руководство в основном осуществляется опосредованно. Практически всегда Учитель пользуется любовью и уважением учеников, ложь ему считается тяжелейшим проступком («Лжёшь учителю — солжёшь кому угодно»; «Всё самое плохое в человеке начинается со лжи»).
В том же романе характеризуется быт и устройство Высшей школы космогации (новелла «Почти такие же»). Она включает четыре факультета: командирский, штурманский, инженерный, дистанционного управления. В школе для молодых людей обучение совместное, в программу входят спортивные занятия и тренировки на выносливость, работа с волноводным вычислителем ЛИАНТО (аналог современных занятий информатикой). Каждый поток курсантов имеет своего старосту, ответственного перед начальником факультета за дисциплину. Как и Аньюдинский интернат, здание Высшей школы космогации окружено просторным парком, в котором курсанты проводят свободное время, питаются тоже совместно. По мысли Стругацких, по мере социализации такого рода резко снижается вероятность появления личностей, сознательно стремящихся совершить преступление против личности. В условиях коммунизма не имеют смысла преступления с целью наживы или обогащения. То есть противоправные деяния совершаются по небрежности, либо из лучших побуждений, либо вообще в силу непреодолимых внешних обстоятельств. Так, в повести «Волны гасят ветер» убийства на атолле Матуку происходили под воздействием биополя неведомо откуда взявшегося силурийского моллюска.
Указанная система существует и функционирует в силу действенности «Высокой теории воспитания», формирующей людей, главным жизненным наслаждением которых является творческий труд. То есть педагогика превращается из передачи наставлений в средство обучения каждого человека контролировать слепые инстинкты, привить убеждение, что каждый человек есть товарищ и друг, а цель жизни — познание на благо всего человечества и средство утоления духовного голода человечества. Ведущую роль науки о создании нового человечества Стругацкие подчёркивали ещё в шестидесятые годы XX века. В интервью газете «Ленинградская правда» 1965 года авторы утверждали, что коренные перемены в педагогической науке должны осуществиться до 2000 года: «Ведь педагогика — наука о воспитании нового человека. Совершенствуя мир, человек должен совершенствоваться сам. В коммунистическом обществе люди не будут знать, что такое подлость, несправедливость, трусость, эгоизм…» Даже в 1970-е годы Стругацкие не изменили своей позиции по поводу общественного воспитания. В одном из интервью соавторы прямо заявили, что образование и воспитание современного мира находится на уровне середины XIX века, то есть создания «квалифицированного участника производственного процесса. Все остальные потенции человеческого мозга эту систему практически не интересуют. Неиспользование этих потенций имеет результатом неспособность индивидуума к восприятию гигантски усложнившегося мира, неспособность связывать примитивно-психологически несовместимые понятия и явления, неспособность получать удовольствие от рассмотрения связей и закономерностей, если они не касаются непосредственного удовлетворения самых примитивных и архаичных социальных инстинктов». В условиях, когда научно-технический прогресс постепенно избавляет человечество от «традиционно малоаппетитных профессий», можно будет значительно больше ресурсов бросить на поиск человеческих пристрастий и склонностей, ибо человек лучше всего делает то, что ему нравится, и чем лучше результат, тем большая возникает самоотдача. Из всего перечисленного следует, что воспитанием детей должны заниматься профессионалы. Поэтому всё образование и воспитание новых поколений будет проходить в школах-интернатах, а не менее одной десятой части человечества возьмёт на себя роль воспитателей и преподавателей. «…Вот то, что педагог станет вторым родителем, утверждаю. Потому что будет авторитетнее нынешних учителей, ибо прожил большую и, главное, интересную, значительную жизнь, потому что будет добрее, умнее, необходимее».

## Эволюция утопии

### Спецслужбы утопического мира
Мир Полудня лишён государства как такового, ни на Земле, ни на Периферии не существует формальной высшей политической власти, отсутствует институт подавления и феномен борьбы за власть (по крайней мере, в базовом произведении «Полдень, XXII век»). При этом на первое место в системе общественной интеграции выходит проблема и категория ответственности. Впрочем, даже создавая утопию, Стругацкие декларировали, что описываемое ими общество не беспроблемно, что автоматически означало наличие структур, ответственных за решение возникающих проблем. В повестях 1962 года «Далёкая Радуга» и «Попытка к бегству» описана именно ситуация утраты ответственности (за научно-техническую мощь человечества и контакт с иной цивилизацией). В обоих случаях авторы ещё не пытались конструировать службы, задействованные в предотвращении угроз. В следующей повести «Трудно быть богом» появляется особая структура, ведущая работу с отсталыми цивилизациями: Институт экспериментальной истории. При всей академичности названия, Институт фактически осуществляет разведывательную деятельность, изучая возможности воздействия на культуру и политическую власть гуманоидных цивилизаций. Это воздействие уже осуществляется — в бескровном виде. Земля в этих повестях (вплоть до «Обитаемого острова») полностью забыла о конфликтах прошлого: Максим Каммерер не может с точностью вспомнить фамилию Гитлера. Ко времени действия повести «Жук в муравейнике» Мир Полудня не изолирован от цивилизаций разного уровня развития: от существенно отсталых до примерно равных по могуществу. Более того, существует сверхцивилизация Странников, обнаружить непосредственных носителей которых не удаётся. Поэтому как само собой разумеющееся предполагаются структуры, несущие ответственность за безопасность, в том числе и рискованного использования научно-технических достижений, а также внешнюю разведку и контрразведку. Максим Каммерер состоит в Службе глубокого поиска — структуре, занятой разработкой тайн Космоса. В финале он сталкивается с противостоянием его бурной деятельности со стороны КГБ — Комитета галактической безопасности (в последующих изданиях СГБ — Совет галактической безопасности). В повести «Жук в муравейнике» Каммерер служит в «Комиссии по контролю» (КОМКОН-2), суть деятельности которой не афишируется в самом Полуденном мире. Она занимается и контролем научных достижений (в том числе в отношении «учёных-экстремистов»), и противодействием гипотетическому вмешательству в земные дела извне. Дата создания этой структуры, по-видимому, не случайно отнесена к «тридцать седьмому» году. Подозрительность в отношении работы КОМКОНа-2 проявляют общественные группы, напоминающие современных правозащитников. Существует и КОМКОН-1 — Комиссия по контакту с иными цивилизациями, которая осуществляет прогрессорскую деятельность. Оба КОМКОНа представляют консультативные заключения Мировому Совету. Комитет галактической безопасности занимается любыми феноменами, предположительно имеющими отношение к цивилизации Странников.
В комментариях, данных в 1990—2000-е годы, Борис Стругацкий отмечал, что они с братом-соавтором понимали, что без спецслужб не может существовать никакое, даже самое идеальное, общество. Признание ответственности за свои действия центральной категорией социума включает ответственность и за позитивные, и за негативные действия. Этой тематике целиком посвящена повесть «Жук в муравейнике». Базовый конфликт сводится к следующему: КОМКОН-2 и его глава Рудольф Сикорски имеет основание подозревать, что прогрессор Лев Абалкин является биороботом неизвестной и более могущественной, чем Земля, цивилизации и прорывается на Землю, а именно — в центр, где хранится устройство, теоретически способное оказать на него некое неизвестное воздействие. «Неизвестно, по какой причине он рвётся в названный центр и знает ли он что-то о данном устройстве или нет. Неизвестно, что произойдёт, если он им овладеет. Возможно, опасности нет, возможно — она есть. Насколько серьёзная — неизвестно». Факты можно трактовать как угодно, и поэтому Сикорски, по прозвищу «Странник», который был когда-то резидентом КГБ на планете Саракш, стоит перед выбором между верой в возможность благоприятного развития и в то, что угроза мнима, и негативным сценарием, в котором угроза смертельна. Он до последнего пытался прояснить ситуацию, но в конце концов Абалкин входит в контакт с таинственным устройством, и тогда «Странник» убивает его.
Борис Стругацкий, комментируя наиболее обсуждаемую повесть соавторов, неоднократно повторял, что Абалкин являлся самым обыкновенным человеком, не представлял никакой опасности и после воссоединения с «детонатором» ничего не должно было произойти. При этом Сикорски действовал на основании известных ему фактов (он курировал жизнь Абалкина с самого его рождения), исходя из императива ответственности за безопасность Земли. По сути, сами Стругацкие сформулировали коллизию: «Абалкин не опасен, но Сикорски не имеет права его не убить». Сам Борис Стругацкий даже высказывал уважение к Сикорски, ибо «спецслужбам нужны такие люди», но при этом настаивал, что всякое общество, создавшее тайную полицию, время от времени будет убивать невиновных, «как бы ни было совершенно это общество и как бы высоконравственны и глубоко порядочны ни были сотрудники этой тайной полиции». При этом спецслужбы будут существовать вечно по трём причинам: во-первых, вечности существования непознанных тайн; во-вторых, вечности проблемы безопасности человечества в целом; и, в-третьих, из-за вечности проблемы ответственности. Вдобавок Стругацкие усложнили свою задачу ещё в повести «Трудно быть богом»: земной разведчик в средневековом городе на другой планете опасается, что земной гуманизм распространяется только на землян-коммунаров, а наблюдаемые им существа не очень похожи на людей («Протоплазма, — думал Румата. — Просто жрущая и размножающаяся протоплазма») и вызывают сомнение в способности стать людьми, хотя бы и со временем. Таким образом, Стругацкие определяли человека с точки зрения не биосоциальных, а моральных критериев, заложив противоречие между внешним признанием «человечности» и собственной декларацией невозможности навязывания неких образцов.

### Негативизация Мира Полудня
Повесть «Обитаемый остров» была закончена в рукописи в 1968 году, являясь, по мнению Б. Межуева и Ю. Черняховской, «концентрированным изложением позиций и размышлений авторов о политической власти, её методах, характере, целях и последствиях политической борьбы и наступающем подчас разительном несоответствии романтических мотивов этой борьбы с реальными её разрушительными последствиями». Приблизительно к этому же времени начался затяжной идеологический кризис в самосознании обоих братьев Стругацких, связанный с радикальным расхождением их собственных представлений о коммунизме и практикой реальной советской власти, которая формально объявляла строительство коммунизма собственной целью. В этих условиях Стругацкие сочли, что текущая политика СССР не в состоянии обеспечить реализацию коммунистической идеологии, но и переход на позиции антикоммунизма для них был невозможен из-за его «убожества». Принципиально важным, согласно Ю. Черняховской, в этой ситуации стало то, что Стругацкие не поменяли базиса своей утопии. Если Мир Полдня описывался исходя из того, что его возможно осуществить в относительно близком будущем на основе энергии и интеллекта современников, осознание, что в будущем эту задачу решить не удастся, неизбежно приводило к ошибочности прежней трактовки человека как субъекта политики. Сомнение в реализуемости цели не приводит к разочарованию в цели, но привело Стругацких к утрате антропологического оптимизма и представлений о безграничности людской способности к созиданию.
Следующая повесть, действие которой разворачивается в Мире Полудня — «Парень из преисподней», — посвящалась проблеме утраты идеалов. Хотя Борис Стругацкий в своих комментариях называл эту повесть проходной и написанной исключительно для заработка, в офлайн-интервью 2001 года он признал её удачной. По сюжету, прогрессоры Земли проводят спецоперацию по прекращению войны на планете Гиганда. Из-под пламени огнемёта землянин Корней Яшмаа спасает курсанта элитного военного училища («Бойцового Кота») по имени Гаг: юных воинов бросили на ликвидацию прорыва противника. Повесть построена на столкновении двух систем морали: земляне (а вслед за ними и читатели) одобряют свержение власти в обоих враждующих государствах, так как правители не вызывают ни малейших симпатий. Иначе воспитан Гаг: он искренне верит во вложенные в него наставниками и начальством идеалы и разделяет традиционные ценности («верит в свою страну, в справедливость её борьбы и величие её правителя»). При этом он не происходит из элиты, попав в училище после смерти небогатых родителей. На Земле Гаг оказывается в совершенном и добром обществе, но остро ощущает свою чуждость абсолютно всему, что его окружает. У него вызывают отторжение стиль жизни на Земле и скепсис землян в отношении всего того, что окружало его с детства, прежде всего понятий долга и преданности. Его заставили зауважать Землю только старые фильмы о советских солдатах («За что они там дрались, с кем дрались — этого я толком не понял, но как они дрались — я видел. Да бог нам всем так драться в наш последний час»). Кризис Гага проходит две фазы: сначала он сопротивляется своим спасителям, пренебрежительно отзывающимся о его родине. Когда ему наглядно доказывают неадекватность его представлений о реальности (разоблачая правителя), это не приводит ни к чему, кроме шока. На втором этапе Гаг начинает борьбу за возвращение домой, стремясь только к одному: самому «на месте» разобраться, каков его мир и во что он хочет верить. Корней соглашается с решением Гага вернуться, ибо этика Полдня не приемлет навязывания своих ценностей другим людям.
Согласно Ю. Черняховской, Стругацкие смоделировали близкую им лично ситуацию слома жёсткой, но при этом вдохновляющей на подвиги идеологии. Идеология Гага — это мировоззрение солдата, ведущего беспощадную войну, не оправданную никакими моральными установками. В этой идеологии ценно то, что она пронизывает всю жизнь юного ветерана и позволяет ему выживать в любых обстоятельствах. Идеология при этом не может быть хорошей или плохой, она бывает эффективной (давая внутреннюю силу носителю) или неэффективной. Реалии коммунизма сломали идеологические установки героя, но не предложили ничего взамен. По-видимому, Стругацкие показывали, что попытка уничтожения ценностей человека приводит не к перевоспитанию, а к уничтожению самого человека. Из этого вытекает, что человек не может существовать вне значимого для него самого ценностного мира и никто не имеет права ломать этот мир даже во имя «раскрытия правды». Иными словами, более высокий идеал может лишь включить в себя прежний, «снимая» негативные проявления и признавая позитивное содержание. Впервые эти проблемы были подняты Стругацкими ещё в диалоге Руматы и Будаха в повести «Трудно быть богом».
Последней законченной книгой о Мире Полудня оказалась повесть «Волны гасят ветер», в которой авторы, по мнению Ю. Черняховской, рассматривали три основные проблемы. Во-первых, что будет источником и стимулом развития будущего общества; во-вторых, кто окажется носителем прогресса в мире осуществлённой утопии; в-третьих, что ожидает описываемое утопическое будущее в его собственном будущем. Как обычно для Стругацких, повесть была посвящена актуальным социально-политическим проблемам, в результате в «Волнах…» оказался описан механизм возникновения и нагнетания социальной истерии, рассмотрена ситуация искусственного создания и управляемого развития истерии в интересах стремящихся к доминированию меньшинств.

### Прогрессорство
Чешский исследователь Константин Шинделарж именовал феномен прогрессорства едва ли не самой значительной темой, составляющей утопию Мира Полудня; ранее биограф Ант Скаландис также считал это одним из самых серьёзных «изобретений» Стругацких в области социальной фантастики. Под прогрессорской деятельностью (люди, занимающиеся ею, именуются «прогрессорами») подразумевается вмешательство землян в общественное и техническое развитие менее развитых цивилизаций с целью изменения темпов и направления развития. Вмешательство осуществляется на основе собственных исторических ошибок Земли. Хотя сам термин и подробная его трактовка появляются и активно используются в повестях «Жук в муравейнике» и «Волны гасят ветер», в среде исследователей и активистов фэндома существует согласие, что проблематику вмешательства в дела отсталых культур Стругацкие начали с повести «Попытка к бегству», поэтому герои «Трудно быть богом», «Обитаемого острова» и «Парня из преисподней» в современной справочной и критической литературе также считаются прогрессорами, несмотря на возражения Б. Н. Стругацкого. Трактовка этого института вызывает множество расхождений в среде исследователей. Тот же К. Шинделарж категорически утверждал уникальность Мира Полудня среди множества фантастических вселенных других авторов, так как он полностью лишён империалистической составляющей. Ни одна из описанных Стругацкими галактических рас не пытается выстраивать империю, а земляне осуществляют вмешательство только в дела гуманоидных цивилизаций человеческого типа, поддерживая с прочими дипломатические отношения.
Личностный профиль профессионального прогрессора, по мнению К. Шинделаржа, Стругацкие описали в «Обитаемом острове». Эталонным представителем этой профессии является Рудольф Сикорски. По сути, это профессиональный разведчик, его задачей является внедрение в структуру иностранного государства, действуя скрытно, даже не сталкиваясь с ксенофобией аборигенов. О существовании прогрессоров, по-видимому, известно лишь «горстке наиболее талантливых учёных и самых надёжных политических вождей». Тот же Сикорски вошёл в местные эшелоны власти планеты Саракш, действуя на основе детально проработанной фиктивной биографии. Для наилучшей адаптации прогрессоров подвергают так называемому «психическому кондиционированию», суть которого не раскрывается. По-видимому, это моделирование ситуаций, в которых землянин может оказаться в процессе своей деятельности, а также выработка адекватных реакций. У прогрессоров подавляется брезгливость и нетерпимость по отношению к неуместному поведению окружающих, по отношению к грубости и проявлениям насилия; и наоборот, им прививаются принципы, типичные для того конкретного общества, в котором им предстоит работать. После возвращения на Землю каждый прогрессор проходит процедуру «рекондиционирования», во время которой его психика возвращается в исходное состояние. Причиной создания института прогрессорства в повести «Волны гасят ветер» назван «плач о своём прошлом», то есть стремление землян-коммунаров уберечь менее развитые цивилизации от типовых, но от того не менее трагических ошибок в историческом развитии. Впрочем, исходя из логики развития Мира Полудня, описанного в разных повестях, изначально прогрессорство появилось из-за угрозы скуки в высокоразвитом утопическом мире. «…Остаётся огромная масса тех нравственных, совершенных людей, которым в материальном отношении всего хватает», но при этом нет желания делать академическую карьеру или работать в сфере воспитания и робототехники. Остаются космические экспедиции. Таким образом множество молодых и неопытных космических туристов отправились в отдалённые уголки космоса. Этих людей невозможно характеризовать как «цвет человечества», напротив, это посредственный уровень, люди, которые зачастую сами не осознают, чего они хотят на самом деле. С позиции туриста невозможно ни понять, ни познать чужую культуру. Период «спонтанного прогрессорства» завершается в «Обитаемом острове»: Максим Каммерер «из рассеянного юнца превратится в мужчину».
К. Шинделарж отмечал, что в философском смысле прогрессорство, как и Высокая теория воспитания, хорошо согласуется с классическим позитивизмом О. Конта. Мир Полудня открыл и научился использовать законы общественного развития, «столь же однозначные, как законы падающего камня». Теория исторических последовательностей столь всеохватна, что предусматривает практически любое событие или явление, оставляя пространство для так называемых аномалий. Любое человеческое общество проходит одинаковые этапы развития, стремясь прийти к неизбежной победе коммунизма. Вся деятельность прогрессоров посвящена этой задаче: ускорения общественного развития для ускорения наступления коммунизма. Теория позволяет прогнозировать исторические перевороты и зарождение общегражданских явлений, которые можно регулировать или препятствовать им. Отношение самих коммунаров Мира Полудня к прогрессорам описано в повести «Жук в муравейнике», оно может сравниваться с отношением современных людей к органам правопорядка («умеренное опасение с долей умеренного нежелания» взаимодействовать). Проблема заключается в том, что прогрессорство полностью противоречит декларируемой морали Мира Полудня: «Потому что либо прогрессоры, либо нечего Земле соваться во внеземные дела…»
Философ Борис Межуев рассматривал прогрессорство в контексте времени создания Стругацкими этой концепции. «…До начала перестройки почти никто в среде либеральной интеллигенции не хотел никакой демократии. Кумиром большей части интеллигентов в течение всех семидесятых и начала восьмидесятых годов был отнюдь не Сахаров и тем более не Буковский. Символом надежд был Юрий Владимирович Андропов, глава советской политической полиции. Ни с кем иным не соотносила либеральная интеллигенция гипотетический шанс на реформирование советской системы, превращение этой страны во что-то цивилизованное. Образцом для будущего СССР рассматривалась чаще всего Венгрия, в которой тогда правил ставленник Андропова Янош Кадар». Развивая эту мысль, Б. Межуев пришёл к выводу, что антидиссидентская установка Стругацких к 1980-м годам обратилась в свою противоположность. Поскольку пришедшее к власти поколение политиков 1990-х годов само отождествляло себя с прогрессорами, это, по мнению критика, стало причиной постоянной актуальности и востребованности Стругацких в постсоветской России. Повесть «Обитаемый остров» стала восприниматься как злободневная, так как её действие происходит в распавшейся империи, которую после разрушительной мировой войны постиг крах, к власти пришла финансовая олигархия, а конфликты бывшей метрополии и отделившихся окраин проецируются на российско-украинский конфликт. Б. Межуев даже ссылался на конспирологическую версию С. Кургиняна («„Обитаемый остров“ явился зашифрованным посланием КГБ будущим поколениям россиян — вот к чему в конце концов должна прийти наша страна в результате перестройки»). Тем не менее, рассматривая Стругацких в первую очередь как социальных мыслителей, Б. Межуев полагал, что писатели «приветствовали „прогрессоров“ как своего рода „национальных модернизаторов“, способных обеспечить нашей стране рывок в будущее. Проблема была в том, что Стругацкие развенчивали „прогрессоров“, что они не видели никакого прока в том, чтобы задавать „рывок в будущее“ социуму в целом, что они гарантировали этот рывок лишь избранному привилегированному меньшинству, предлагая всем остальным идеал „просвещённой диктатуры“». Существенным противоречием в данном контексте являлось неприятие Стругацкими идеи «экспорта революции», которое, согласно Б. Межуеву, прослеживалось ещё от повести «Попытка к бегству» и было отмечено в докладной записке А. Яковлева «о серьёзных недостатках в издании научно-фантастической литературы» от 5 марта 1966 года. В этом документе поставлен акцент на то, что в понимании Стругацких всякое вмешательство обречено, так как чуждый социальный порядок определяется не политическим строем, а природой человека, радикально изменить которую невозможно.

## Рецепция

### Критика

#### «Комплекс прогрессора»
Американский литературовед Марк Липовецкий анализировал концепцию прогрессорства как через историю правозащитного движения в СССР и России, так и призму теорий ориентализма Э. Саида и внутренней колонизации А. Эткинда. Он также отметил, что в постстругацкой фантастике на русском языке образ прогрессора не только не исчез, но и остался в центре внимания: таковы герои Дмитрия Быкова («Эвакуатор»), «Чучхе» Александра Гарроса и Алексея Евдокимова, «S.N.U.F.F.» Пелевина. Даже Валерия Новодворская в одном из последних интервью прямо определила себя и своих соратников как прогрессоров («У нас нет обязанности нравиться избирателям. Нам абсолютно безразлично, нравимся ли мы или нет»). Социокультурную модель самосознания позднесоветской и постсоветской интеллигенции как прогрессорскую впервые проанализировал философ Илья Кукулин, считая, что в актуальную политику троп прогрессорства перешёл через Московский методологический кружок. При этом М. Липовецкий ссылался на К. Гирца, полагая, что прогрессорство в лице «современного интеллектуала, окружённого политически, социально и культурно отсталым обществом, которое он… в меру сил (и, как правило, тайно) пытается модернизировать», является одной из важнейших метафор европейского политического дискурса. Метафора оказалась привлекательной для советской научно-технической интеллигенции 1960-х годов — вероятно, «опознавшей» собственную социокультурную ситуацию. По словам Б. Дубина, советские «физики» видели себя просветителями-модернизаторами, в реальности оказываясь наиболее контролируемыми со стороны советской власти.
С точки зрения М. Липовецкого, ранние Стругацкие «вполне беспроблемно прославляют колонизацию далёких планет прогрессивными коммунарами-интеллектуалами» и термин «колонизация» лишён любых негативных коннотаций. Планета Радуга прямо характеризуется как «колонизированная наукой и предназначенная для проведения физических экспериментов». Мир Полдня этого периода был насыщен ценностями, культивируемыми советской научной интеллигенцией: «интеллектуальной смелостью и творчеством, неотделимыми в свою очередь от свободы, (само)иронии и ответственности». Философ Константин Фрумкин связывал это с более широким процессом генерации коллективного самосознания научной среды и даже её мифологии. Присутствовал и поколенческий конфликт: К. Фрумкин называл Саула — прошедшего лагеря героя «Попытки к бегству» — «героем Солженицына, ворвавшимся в коммунистическую утопию ранних Стругацких». С угасанием надежд на немедленное построение коммунизма в текстах Стругацких становится заметнее культурный релятивизм, когда герои-земляне сталкиваются с более развитыми цивилизациями. М. Липовецкий называл это «постимперскими сценариями»: от вовлечённого наблюдения в «Малыше» до непонимания («Отель „У погибшего альпиниста“», мир которого не связан с «полуденным») и даже сакрализации чужой цивилизации («Пикник на обочине», также не связанный с Миром Полдня). При этом никакого противоречия между имперской и критической — Стругацкие рассматривались в среде интеллигенции как ниспровергатели строя — модальностями творчества Стругацких, по-видимому, не было. Это может быть объяснено как раз с точки зрения концепции внутренней колонизации А. Эткинда.
По мысли А. Эткинда, предикатом российской внутренней колонизации является культурная дистанция. В фантастике Стругацких культурная дистанция между прогрессорами и объектами приложения их сил является конструктивным принципом фантастического мира. Это способствовало узнаваемости у читателя: с одной стороны, Мир Полудня отделён пространственно от средневековых («Попытка к бегству», «Трудно быть богом») или тоталитарных («Обитаемый остров») планет. С другой стороны, эти же миры насыщены узнаваемо советскими реалиями и аллюзиями, и превращение внешнего во внутреннее происходит самопроизвольно. Миры «Трудно быть богом» и «Обитаемого острова» недвусмысленно соотносились с окружающей реальностью: «патриотические истерики, „дегенераты“-интеллектуалы, верные системе конформисты, испытывающие такую же боль, что и преследуемые ими „дегенераты“, „орёл наш, Дон Рэба“ и его переворот руками „чёрных“, „правда — это сейчас во благо короля“». Культурная маскировка прогрессора противоречила его сюжетной роли, поэтому в восприятии читателей отчуждение прогрессора от инопланетян становилось мощной метафорой не пространственной или временной, а культурной дистанции, отделяющей советского интеллигента от социального окружения. В текстах 1980-х годов сами прогрессоры становятся объектами колонизации со стороны цивилизации Странников, это может быть истолковано в терминологии «колониального бумеранга» Ханны Арендт: колониальные практики насилия переносятся в метрополию. Трагедия Льва Абалкина, которого глава КОМКОНа считает агентом Странников, зеркально воспроизводит прогрессорскую практику вне Земли.
Эволюция прогрессорства в творчестве Стругацких с 1960-х до 1980-х годов привела к неразрешимому противоречию. С точки зрения М. Липовецкого, здесь параллельно разворачивались два процесса. Во-первых, в шестидесятнических романах существовала чёткая оппозиция «мы» — «другие» (Румата против средневекового Берии; Максим против агрессивных масс, одурманенных излучением). Однако уже в «Жуке в муравейнике» все три главных героя — Странник-Сикорски, Каммерер и Абалкин — прогрессоры, один из них оказывается убийцей другого, а третий отказывается оправдывать убийство высшими интересами цивилизации. Здесь же формулируется универсальный принцип прогрессорства:

Существуют на свете носители разума, которые гораздо, значительно хуже тебя, каким бы ты ни был. И вот только тогда ты обретаешь способность делить на чужих и своих, принимать мгновенные решения в острых ситуациях и научаешься смелости сначала действовать, а потом разбираться. В этом сама суть прогрессора: умение решительно разделить на своих и чужих.
С точки зрения М. Липовецкого, бинарная оппозиция размыта, центр деятельности прогрессора смещается: он более не стремится изменять окружающий мир, а озабочен проблемой самосохранения, чтобы не стать таким же, как «они». Эта мысль впервые проявляется в «Трудно быть богом», но в контексте инаковости и обособленности главного героя. В поздних произведениях Стругацких единственным условием самосохранения прогрессора является его самоизоляция, что полностью исключает какие-либо миссии. В повести «Волны гасят ветер» Тойво Глумов, бывший прогрессор, вступает в борьбу с гипотетическими Странниками, ведущими прогрессорскую деятельность на Земле, и в финале обращается в людена — представителя иного плана бытия, всё более и более отдаляющегося от людей. В финальном замысле «Белый ферзь» эта же позиция советского интеллигента-модернизатора превращалась в «Мир Справедливости», «солнечный круг», надёжно изолированный от «подонков» и «обывателей». По-видимому, в эпоху перестройки Стругацкие убедились «в невозможности сохранить позицию просвещённого колонизатора, не скатившись в конце концов к имперской власти, безопасность которой обеспечивается ориенталистскими барьерами».
В связи с изданием 12-томного «белого» собрания сочинений Стругацких издательства «Текст» в 1994 году редакцией «Литературной газеты» был проведён круглый стол, посвящённый феномену братьев Стругацких. Участники круглого стола, включая Мариана Ткачёва и Виталия Бабенко, отмечали особую роль Стругацких в советской литературе, так как всё советское общество было искусственно сконструированной утопией, переходящей в антиутопию. Дмитрий Бак при этом отметил, что писатели существовали и проявляли свои самые сильные стороны только в «поле иносказания. Они все силы прилагали к тому, чтобы реконструировать очевидное. В ситуации прямого слова, в отсутствие эзоповой оглядки таким авторам жить трудно».
В XXI веке публицист и политик Сергей Кургинян также рассматривал творчество Стругацких в контексте борьбы интеллектуальных элит в СССР, отказывая их текстам в литературных достоинствах: «Творчество братьев Стругацких — это не литературное, а социальное явление. И социальное явление огромное, совершенно не соответствующее мизерной литературной составляющей его». С позиции С. Е. Кургиняна, в Советском Союзе были сформированы постиндустриальные или сверхмодернистские ценности, «очень отчуждённые от мирового гуманитарного контекста, но очень продвинутые и состоятельные в тех проблемах, решением которых они занимались». Однако их реализация застопорилась из-за нахождения у власти технократических элит, отчуждённых от западных гуманитарных достижений. Поскольку правящая бюрократия не была заинтересована в реализации коммунистического проекта, Стругацкие сделались частью процесса «переформатирования» существующей системы, главными субъектами которого являлись А. Сахаров (либеральное крыло) и А. Солженицын (консервативное крыло). Стругацкие участвовали в привлечении на сторону действующей власти технократической интеллигенции, намёками на что, по мнению С. Кургиняна, являются описания в их поздних повестях спецслужб КОМКОН, номера которых совпадали «с соответствующими номерами управлений КГБ». Тематика прогрессорства в творчестве Стругацких отражала тематику постколониализма: «Что имеет право делать человечество, находящееся выше, с человечеством, находящимся ниже? Абстрагируемся от задачи властвования — как оно вообще должно с ним работать? Относиться как к равному — невозможно. Относиться как к ребёнку, который ещё вырастет?» Поэтому появление прогрессорства сигнализирует об отказе от гуманизма в пользу «поэзии спецслужбистского высокомерия». Главной проблемой, с точки зрения Кургиняна, явилось то, что «…Стругацкие — это доморощенное явление, созданное исключительно для внутреннего потребления, очень вторичное и вдобавок далеко ушедшее от своих первоначальных задач». Философ С. Н. Некрасов с левых позиций характеризовал творческую эволюцию Стругацких как «футуроцид»: «…Сами писатели в реальной жизни перешли на сторону развенчивавшейся ими идеологии. И вслед за ними это сделала вся советская интеллигенция». Он прямо называл Стругацких «основоположниками российского социального расизма».
Писатель Юрий Нестеренко в 2005 году опубликовал в сети статью «Слепящий свет полудня, или Фашизм братьев Стругацких», в которой, анализируя тексты Стругацких, аргументировал, что «„светлый мир Полудня“ — это мир, где государство препятствует развитию науки, мир тайной полиции и бессудных убийств, мир тотального промывания мозгов, мир параноидальной ксенофобии, махрового антропорасизма и геноцида». Читатели отмечали, что Нестеренко осуществил «полный выворот наизнанку Мира Полудня». На вопрос Борису Стругацкому, что он думает о такой интерпретации, Борис Натанович ответил, что Нестеренко он не читал и не собирается. Сам Нестеренко, однако, настаивал, что замыслом своего так и не написанного романа «Белый ферзь» Стругацкие фактически подтвердили его правоту.

#### Интеллигенция и слабость
Предложенная Стругацкими модель «Полуденного» мира после наступления гласности подвергалась существенной критике. Негативные высказывания исходили как от публицистов разной политической ориентации, так и писателей, в том числе признающих себя учениками Аркадия и Бориса Стругацких. Во многом эта критика была направлена против повести «Трудно быть богом», модель отношений героев которой являлась архетипической для шестидесятников и вдохновляла советское протестное движение. Учёный-китаевед и писатель-фантаст Вячеслав Рыбаков, активно работавший в 1980-е годы в Семинаре Бориса Стругацкого, в романе 2000 года «На чужом пиру» следующим образом характеризовал описанную Стругацкими модель отношений (устами литературного персонажа Антона Симагина):

Читывал. И, пожалуй, именно оттуда между строк вычитал, почему оттепельные свободолюбцы так бездарно прогадили всё на свете, когда их вынули на воздух. В том числе и самих себя. Потому что каждый из них считал себя одиноким Руматой в Арканаре. А любой соседний Румата казался не более чем каким-нибудь доном Рэбой; ну, Будахом в лучшем случае. И они, до слёз умиляясь собственному дружелюбию, в пароксизмах стремления выпрыгнуть из осточертевшего одиночества пели «Возьмемся за руки, друзья» — но каждый с потаённой улыбочкой косился на соседей: а я всё про вас знаю…
Впрочем, в 2010 году В. Рыбаков выпустил роман «Се, творю», сюжетные перипетии которого выстроены вокруг корпорации космических исследований «Полдень 22». Как отмечали Д. Володихин и Г. Прашкевич, «Рыбаков протягивает ниточку надежды между современностью и прекрасным фантастическим Полднем XXII века». Данный роман был негативно оценён писателем-турбореалистом А. Лазарчуком, главным образом как антипсихологический.
Критики XXI века многократно подчёркивали, что Стругацкие «испортили нашу интеллигенцию» (этот тезис стал заглавием критической статьи драматурга А. Зензинова). Литературоцентричность русской культуры остаётся актуальной для значительной части населения, и Россия «была и остаётся страной, где объяснение дням сегодняшним ищут не в соцопросах или экономических исследованиях, а в литературе». Наследие Стругацких остаётся актуальным для старшего («за сорок») поколения людей, воспринимающих себя как духовную элиту общества: «Их читают самые разные люди: политологи и политики, публицисты и артисты, программисты и дизайнеры, продюсеры, блогеры…» Однако читатели делают из прочитанного разные выводы: «Когда-то в детстве один пацан играл в дона Румату, а другой в дона Рэба». Писатель-фантаст Карен Налбандян (принимавший участие в проекте «Время учеников XXI век») пошёл намного дальше. В эссе «Мысли о Стругацких» К. Налбандян утверждал, что в полуденном цикле может быть выделен триптих: «Полдень, XXII век», «Далёкая Радуга» и «Трудно быть богом» — повести, соответственно, посвящённые тому, как люди Полдня «живут, умирают и убивают». Обобщая, писатель заявил, что «ключом» к творчеству не только Стругацких, но и кумиров интеллигенции — Тарковского, Высоцкого, Башлачёва — является понятие слабости. Более того: «Вся послевоенная советская литература вбивала этот комплекс заученной беспомощности. „Ты слаб, ничего у тебя не выйдет. Ты силён, но тебе это не поможет, всё равно у тебя ничего не выйдет“». Именно этот комплекс порождал у шестидесятнической интеллигенции полное отсутствие ответственности и универсальное оправдание бездеятельности и пьянства. Поэтому, с точки зрения Налбандяна, Мир Полдня — это мир слабых, это мир-убежище, созданный слабым человеком.

Интеллигенция всегда мечтала о мире, где она смогла бы прогуливаться без риска наткнуться на вонючего мужика. И лучше всего, чтобы мужик этот просто исчез. Но функция его продолжала выполняться — сортиры бы опорожнялись, хлеб — собирался, а осетрина — ловилась. В этом смысле гениальной находкой оказались киберы, так сказать ответ на все вопросы. В сущности — идеал мужика: работу выполняет хоть 24 часа в сутки, не воняет, водку не пьянствует, на шутки не обижается, морду бить не лезет, квазиразумен и исполнителен. Просто попробуй заменить в тексте «Полдня» слово «кибер» на «мужик». Короче говоря, советскому писателю-фантасту очень импонировала роль барина, владельца скольких-то душ крепостных.
По мнению К. Налбандяна, создавая Антона-Румату, Стругацкие «нечаянно поставили диагноз целому поколению советской интеллигенции: инфантилизм в тяжёлой форме». В XXI веке книги о Мире Полдня следует читать как «историю болезни», тем более что «каждого интеллигента, забрасываемого в дикие условия, Стругацкие снабжали… нереальной крутизной». При этом К. Налбандян противопоставлял образам прогрессоров реальных высоких профессионалов, выживавших в самых нечеловеческих условиях: «Это история сына Цветаевой (вариант несчастливый) и сына Ахматовой (happy end). Это история профессора Войно-Ясенецкого».

#### Тоталитаризм Высокой теории воспитания
Филолог В. А. Гринфельд (Санкт-Петербургский государственный университет промышленных технологий и дизайна), связывая Мир Полдня с окружавшей авторов реальностью шестидесятых годов, утверждал, что в этот период «культуру людей-предметов заменила культура людей-субъектов», а бунт против предметной цивилизации возглавили представители молодёжи, не принявшие стандартизации, специализации, синхронизации, максимизации и иных атрибутов индустриального мира. Естественно, что изображение мира, лишённого современных проблем и антагонизмов, должно было строиться по методу инверсии, неявной реакции на окружающий мир. В. Гринфельд считал новеллу «Злоумышленники» одной из важнейших в заглавной утопии «Полдень, XXII век». Интернаты явились проекцией реальности 1950-х годов, в которой высшая и средняя школа были доступны не слишком большой части населения СССР. По мысли Стругацких, мир будущего населён думающими людьми, воспитанными в уважении к рациональному знанию, полученному научными методами. Когда Борис Стругацкий участвовал в геодезических и археологических экспедициях на Кавказе и в Средней Азии, он многократно писал своему брату о катастрофической безграмотности молодого послевоенного поколения.
Именно школьные темы в мире Стругацких вызывают наибольшие эмоции у читателей XXI века. Писательница Наталия Мамаева утверждала, что новелла «Злоумышленники» производит отторжение современного читателя ещё и потому, что чужеродна в художественной ткани стругацковской утопии. Сама по себе система интернатов активно внедрялась в Советском Союзе 1950-х годов и показала свою успешность, например, в Англии. Сомнения критика вызывает то, что школьники из Аньюдина явно происходят из благополучных семей, у них есть родители, но на всём протяжении действия ни один из них о родителях не вспоминает. «Мир их общения — это мир сверстников, старших и младших товарищей, ну и, разумеется, авторитетом для них является Учитель». Критики творчества Стругацких 1960-х годов уловили тенденцию, что писателям Стругацким не интересна личная жизнь их героев, а героям в свою очередь неинтересна своя личная жизнь, а интересна только работа. Это прямо вытекает из системы воспитания: «Учитель является для детей богом и с высот своей божественности управляет ими, как шахматными фигурками». При этом вместо волевого запрета педагог рискует своим здоровьем, чтобы не дать детям сбежать из интерната. Учитель Тенин, чтобы выиграть время, умело стравил подростков, показав идиллический мир утопии с изнаночной стороны. В этих сценах проявляется негативизм утопии, отказавшейся от христианской морали: «Люди не любят ни друг друга, ни самих себя». О том же писал Карен Налбандян, разбирая историю школьников из 18-й комнаты Аньюдинского интерната. Учитель, совершивший крупную ошибку — не замечавший до последней минуты подготовки учеников к побегу, вместо того, «чтоб искать какие-то другие пути — идёт по линии наименьшего сопротивления». Чтобы выиграть время и уберечь своих учеников от позора, Тенин прибегает к прямому доносу. Разбор ситуации завершается двумя риторическими вопросами: «Насколько всё это этично? Отдали ли бы вы своего ребёнка такому учителю?»
В диссертации Е. А. Великановой, посвящённой творчеству В. Крапивина, рассматриваются в том числе аспекты стругацковской Высокой теории воспитания. В частности, исследовательница утверждала, что Стругацкие в 1960-е годы провозглашали «вынужденную необходимость сиротства» или, по крайней мере, ставили вопрос о второстепенности семейных ценностей по сравнению с общественными. Крапивин, напротив, всем своим творчеством утверждал ценность семьи и невозможность замены родных матери и отца. Впрочем, писательские позиции объединяло сомнение в праве на существование «взрослого мира, потерявшего доверие собственных детей»; Мир Полудня существенно повлиял на образ мироздания Великого Кристалла. Однако расхождение фундаментально: Стругацкие искренне полагали, что «самое страшное для ребёнка — это любвеобильные родители», тогда как у Крапивина идея, что воспитание должны осуществлять профессионалы в специальных заведениях, «не вызывала сочувствия». Писатель однажды даже поспорил по этому поводу с А. Н. Стругацким. Прямая полемика Крапивина с Высокой теорией воспитания содержится в повести «Застава на Якорном поле», вплоть до аллюзивных ситуаций и терминологии («Информаторий», «тетраткань» вместо «тетраканэтилена» и т. д.). По словам Е. Великановой, «то, что в мире Стругацких было благом, в мире Крапивина оборачивается во зло». Мир Полудня в восприятии героев Крапивина полон обмана и насилия, проистекающих прежде всего от отсутствия семейных уз:

В «Заставе на Якорном поле» Крапивин защищает «детский» мир от рационального «взрослого» подхода Стругацких, хотя писателей нельзя упрекнуть в непонимании детей или разрыве связей с детством — максималистское желание кардинально преобразовать существующий порядок к общему благу вызывают интерес и симпатию читающего их книги подростка.

### Продолжения и фан-фикшн
Писательница и литературный критик Мария Галина отмечала, что из всех советских и постсоветских авторов именно Стругацкие стали источником наибольшего количества экранизаций, фанфиков и разнообразных «проектов». Собственно, история стругацковского фан-фикшна выводилась М. Галиной от проекта «Время учеников», три книги которого с разрешения Бориса Стругацкого публиковались в 1996—2000 годах (с 2009 года составление аналогичных сборников «по мотивам» возобновилось). По состоянию на 2018 год, общее число произведений, созданных на основе самых разных текстов Стругацких, доходило до полутора сотен. В это число не включены два коммерческих книжных проекта, первый из которых — S.T.A.L.K.E.R. — был запущен в 2007 году по одноимённой компьютерной игре, включающей некоторые сюжетные ходы и элементы повести «Пикник на обочине». К 2018 году в рамках проекта увидело свет 250 названий книг. В 2011—2012 годах издательство АСТ выпускало книжную серию «Проект Аркадия и Бориса Стругацких „Обитаемый Остров“», действие которой происходило на планете Саракш (мир «Обитаемого острова»). Эту серию хотели приурочить к выходу фильма «Обитаемый остров», но она стартовала намного позже, в итоге не получив коммерческого успеха. Проект анонсировался как одобренный Борисом Стругацким, в его рамках, кроме заглавной повести Стругацких, увидели свет четырнадцать произведений, в том числе «Война ротмистра Тоота» и «Мир ротмистра Тоота» Владимира Свержина, «Саракш: кольцо ненависти» и «Саракш: тень Странников» Владимира Контровского, «Бомбовоз Его Высочества» Алексея Волкова, «Отдел „Массаракш“» и «Пираты Тагоры» Антона Первушина, Игоря Минакова и Максима Хорсуна, «Атомная крепость» и «Голован» Фёдора Березина, «Один в поле» Андрея Ерпылева, «Век одиночества» Игоря Чёрного и Валентина Леженды, «Ружья еретиков» Анны Фенх, «На то они и выродки» Натальи Резановой, «Мастер побега» Дмитрия Володихина. В проекте должны были принять участие и красноярские писатели Андрей Лазарчук и Михаил Успенский с дилогией «Весь этот джакч»; но их тексты были отвергнуты издательством. После кончины М. Успенского цикл был издан как трилогия: «Соль Саракша», «Любовь и свобода» и «Стеклянный меч». А. Лазарчук, отвечая на вопрос об отношении к написанию продолжений и фанфиков, отметил, что ему всегда было интереснее полемизировать с оригиналом. В 2018 году трилогия Лазарчука — Успенского была удостоена премии имени братьев Стругацких.
М. Галина следующим образом резюмировала исходные тексты Стругацких, особо востребованные писателями фан-фикшна. Они в первую очередь удовлетворяют требованию серийности: Мир Полдня, как и примыкающие к нему миры «Трудно быть богом» и «Обитаемого острова», сложен, развлетвлён, изобилует пересекающимися персонажами, которые достаточно ярки, чтобы развернуть их истории в самостоятельное повествование. Возведённая Стругацкими в художественный принцип недоговорённость и открытые финалы также приводят к желанию «закрыть белые пятна», написав очередной фанфик. «Обитаемый остров» самими Стругацкими замысливался как «проходное подростковое гонево», при этом примыкает к Миру Полдня, то есть сериен, позволяет привлекать героев из других текстов и вдобавок «попадает сразу в несколько болевых точек» нашей современности. Кроме того, Стругацкие, что для фантастики уникально, создали «для мира Полдня его, мира Полдня, литературу». В «Обитаемом острове» представлены несколько текстов, ограниченных первыми строками, приписанных поэту Верблибену, а в «Трудно быть богом» процитирована строка прощального сонета Цурэна, вызвавшего конкурсы в мире фэндома. Открытых к сотворчеству поэтических строк, заглавий несуществующих книг и оборванных цитат больше всего именно в тех книгах Стругацких, которые породили больше всего фанфиков.
Среди других продолжений выделялись «Искатели странного» А. Андреева (2001) как попытка создать самостоятельное произведение в декорациях фантастического мира Стругацких. В третьем выпуске сборника «Время учеников» вышла повесть Александра Щёголева «Пик Жилина» — сокращённый наполовину вариант романа «Агент Иван Жилин», написанного с разрешения Б. Стругацкого. Полностью роман увидел свет только в 2013 году. Основное действие разворачивалось в Городе Дураков из повести «Хищные вещи века» — торжествующем обществе потребления. В городе появился новый психоволновой наркотик: обычные деньги сделались биокорректором, который продлевает жизнь, но при этом вызывает зависимость. Главный герой обнаруживает, что это не то продукт сверхцивилизации Странников, существующий в единственном экземпляре, не то Слово Божье. Артефакт доставлен с малой планеты Strugatskia. Жилин в буквальном смысле «выдумывает» весь мир Полудня, воплощающийся вследствие этого в реальность.
В апреле 2024 года прошла презентация проекта Василия Владимирского «Мир без Стругацких». «Техзадание, полученное авторами сборника, звучало примерно так: Стругацких не было, но современная отечественная научная фантастика возникла. Кто из советских писателей-нефантастов смог бы выступить в роли её основателей? Придумайте и напишите за этого автора фантастический текст». Участники проекта представили рассказы, написанные от имени советских авторов — Искандера, Коваля, Аксёнова, Конецкого, Шукшина, Анчарова, Рытхэу, Галича, Шаламова, Битова, Гансовского и Орлова. Результаты эксперимента вызвали неоднозначную реакцию критиков.

### Литературная деконструкция

#### «Белый ферзь»: ненаписанный роман Стругацких

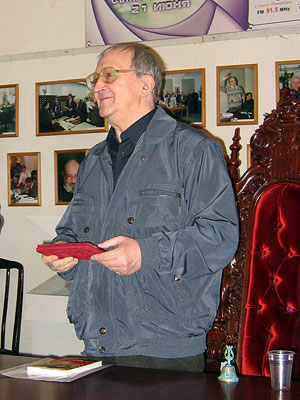
Борис Стругацкий в 2006 году

В 1983 году братья Стругацкие начали разработку сюжета продолжения «Обитаемого острова» (рабочее название — «Белый ферзь» или «Операция „Вирус“»), которое мыслили как последнее в «полуденном цикле». В конечном итоге была написана повесть «Волны гасят ветер», однако вплоть до начала 1990-х годов соавторы пытались вернуться к повести о приключениях Максима Каммерера в мире Островной империи. В статье «К вопросу о материализации миров», написанной для сборника «Время учеников», Борис Стругацкий утверждал, что конструкция «Белого ферзя» строилась вокруг уникального общества Островной империи, построенного «с безжалостной рациональностью Демиурга, отчаявшегося искоренить зло». Социум империи строился по схеме трёх концентрических кругов: внешний являлся «клоакой, стоком, адом этого мира — все подонки общества стекались туда», в среднем круге обитали обыкновенные люди («ещё не ангелы, но уже и не бесы»). В самом центре «царил Мир Справедливости. „Полдень, XXII век“. Тёплый, приветливый, безопасный мир духа, творчества и свободы, населённый исключительно людьми талантливыми, славными, дружелюбными, свято следующими всем заповедям самой высокой нравственности». Соответственно, каждый гражданин Империи оказывался в «своём» круге, деликатно или грубо вытесненный на «своё» место неким общественным механизмом, наподобие полиции нравов: «Это был мир, где торжествовал принцип „каждому — своё“ в самом широком его толковании. Ад, Чистилище и Рай».

…Авторам нравилась придуманная ими концовка. Там у них Максим Каммерер, пройдя сквозь все круги и добравшись до центра, ошарашенно наблюдает эту райскую жизнь, ничем не уступающую земной, и, общаясь с высокопоставленным и высоколобым аборигеном, и узнавая у него все детали устройства Империи, и пытаясь примирить непримиримое, осмыслить неосмысливаемое, состыковать нестыкуемое, слышит вдруг вежливый вопрос: «А что, у вас разве мир устроен иначе?» И он начинает говорить, объяснять, втолковывать: о высокой Теории Воспитания, об Учителях, о тщательной кропотливой работе над каждой дитячьей душой… Абориген слушает, улыбается, кивает, а потом замечает как бы вскользь: «Изящно. Очень красивая теория. Но, к сожалению, абсолютно не реализуемая на практике». И, пока Максим смотрит на него, потеряв дар речи, абориген произносит фразу, ради которой братья Стругацкие до последнего хотели этот роман всё-таки написать.

— Мир не может быть построен так, как вы мне сейчас рассказали, — говорит абориген. — Такой мир может быть только придуман. Боюсь, друг мой, вы живёте в мире, который кто-то придумал — до вас и без вас, — а вы не догадываетесь об этом…

По замыслу авторов эта фраза должна была поставить последнюю точку в жизнеописании Максима Каммерера. Она должна была заключить весь цикл о Мире Полудня. Некий итог целого мировоззрения. Эпитафия ему. Или — приговор?..

После смерти старшего из соавторов Аркадия Стругацкого его брат Борис отказался от идеи самостоятельно продолжать работу над романом, но дал разрешение на написание одному из российских фантастов, имя которого не называл. В конечном итоге реализацию проекта осуществили писатель Ярослав Веров и редактор Игорь Минаков, написавшие повесть «Операция „Вирус“» (2010). Она вызвала разноречивую реакцию критиков и читателей, высказавших разные мнения о попытке имитации стиля Стругацких, отмечалось также, что текст вмещал слишком много смыслов. Общий замысел явился чрезмерно амбициозным: «…очередные попытки „всё увязать“ и очередные фэнские гипотезы относительно Странников — не очень-то новые, как правило…» или «…авторы …пытались ответить на пяти авторских листах на все вопросы, которым Стругацкие посвятили целую книжную полку». Похвала Бориса Стругацкого в адрес «Операции „Вирус“» была воспринята как запрет для других писателей на разработку тематики Островной империи. Ранее, с 2008 года, омский педагог Александр Лукьянов распространял в электронном виде повесть «Чёрная пешка», посвящённую утопическому миру Островной империи. Профессиональные писатели-фантасты высоко оценили произведение, несмотря на своеобразие авторского посыла. Комментаторы отмечали, что А. Лукьянову удалось совместить социологический трактат и «верность духу» оригинальных произведений Стругацких, несмотря на последовательную инверсию: декларацию преимущества фашистского строя, основанного на принципе «каждому своё», перед коммунарским равенством Полдня. Созданный автором мир по детальности и всеохватности сравнивается с «Туманностью Андромеды» И. Ефремова или меганезийским циклом А. Розова. Обновлённая редакция повести была выпущена автором в 2023 году.

#### «Расправа с любимым миром»
Мария Галина отмечала, что «нечаянный посыл» проекта «Время учеников» укладывается в формулу «на самом деле всё было не так, а гораздо хуже». По крайней мере, в первых сборниках, увидевших свет во второй половине 1990-х годов, авторы «расправлялись» с «любимым миром», «словно в детской обиде» на творцов «лучшей в СССР утопии». В качестве примера приводится повесть М. Успенского «Змеиное молоко» (фанфик на «Парня из преисподней», в котором мальчик-ветеран Гаг оказывается тщательно законспирированным шпионом отсталой планеты Гиганда, заброшенным в мир Полдня). Ещё более радикален А. Лазарчук, в повести которого «Всё хорошо» утопия Полдня является результатом «Массачусетского кошмара» — планета давно захвачена искусственным интеллектом, перекраивающим человечество по своим собственным параметрам и представлениям. Самым ярким произведением сборника «Время учеников-2» М. Галина назвала рассказ В. Щепетнёва «Позолочённая рыбка», в котором подвиг покорителей Венеры из «Страны багровых туч» помещён в контекст реальных исторических условий. В итоге целью экспедиции была не Урановая Голконда, а «красная плесень» — небелковая жизнь, питающаяся радионуклидами. Это позволило раз и навсегда решить вопрос противостояния социализма и капитализма.
Начиная с 1990-х годов последовательную полемику с Миром Полудня (а также с метамиром, описанным Иваном Ефремовым) в ряде своих произведений осуществлял писатель-фантаст Сергей Лукьяненко. В качестве эталонного примера Е. Ю. Иоффе (Петрозаводский государственный университет) приводила роман «Звёзды — холодные игрушки», входящий в дилогию «Звёздная тень». Сам Лукьяненко в одном из интервью прямо характеризовал описанную им систему воспитания в мире Геометров как сознательную полемику с Миром Полдня Стругацких. Как показало исследование Е. Иоффе, уже вводная сцена «Звёзд…», когда главный герой после вынужденной посадки своего звездолёта-шаттла врезается в грузовой автобус, гружённый помидорами, прямо соотносится с финалом повести «Трудно быть богом»: первой встречей Антона и Анки после резни в Арканаре. Снижение образа (кровь — раздавленные помидоры) призвано подготовить читателей к последующему критическому переосмыслению базовых концепций Стругацких. Чаще всего Лукьяненко обращался к образам школ-интернатов и детских игр из «Возвращения» и «Трудно быть богом». Арбалетная стрела, выпущенная Никки во время игр в «регрессоров», отсылает к одному из ключевых моментов пролога «Трудно быть богом», когда Антон также во время игры в Вильгельма Телля стреляет в кулёк на голове своего верного друга Пашки. Последствия в обоих случаях одинаковы — подруги главных героев негативно реагируют на выходку. Игры с оружием упоминались и в «Попытке к бегству». Во время спора с Никки наставник Пер напоминает ему, что слежка за детьми не позволит «малолетним сорванцам смыться из интерната на космодром» — это прямо отсылает к новелле «Злоумышленники» из повести «Полдень, XXII век». Ник Ример — Пётр Хрумов, вернувшийся на родную планету Геометров, некоторыми рецензентами сравнивался со Львом Абалкиным из повести «Жук в муравейнике». Схожи и стихотворения, написанные Абалкиным в детстве и Никки. Впрочем, Лукьяненко совершенно иначе строит повествование, так как все действия Абалкина поданы с точки зрения других персонажей. В этом плане Пётр — Ник ближе Румате, ибо в обоих случаях герою приходится занять место умершего человека для того, чтобы внедриться в чужой мир под видом своего. Журналист Роман Масленников анализировал прямую инверсию Мира Полдня, предпринятую С. Лукьяненко, у которого могущественные Геометры создали механизм «регрессорства», прямо противопоставленного прогрессорству коммунистической Земли Стругацких. Геометры Лукьяненко настаивают на единственном «правильном» пути развития цивилизации, к которому приобщают остальные разумные расы, именуя это миссией Дружбы. Р. Масленников предлагал для этого следующую формулу: «Согласишься — мы тебя прогрессируем. Не согласишься — мы тебя раздавим и всё равно прогрессируем». Согласно мнению критика, «это довольно типичный подход для любой культуры, основу которой составляет не семья, а институт Наставников». Лукьяненко предложил «беспощадный и трезвый» анализ утопии Стругацких извне, поскольку сами авторы в силу специфики своего мышления и времени не могли деконструировать собственный фантастический мир до конца. Борис Стругацкий, комментируя первый роман дилогии Лукьяненко, обозначил его как «остроумную попытку» показать общество, в котором «мир по чертежам Стругацких» построил бы Антон Макаренко. Макаренко воспитывал солдат, бойцов за революцию, и в этом плане ближе Гепарду из повести «Парень из преисподней», чем полуденным Учителям.
Последователь идеологии карианства А. Розов в 2004 году попытался продемонстрировать «изнанку» Мира Полдня в распространяемой в электронном виде повести «Голод богов». Согласно авторскому определению, это вариант продолжения «Трудно быть богом» и одновременно «вариант предисловия» к повести «Волны гасят ветер». Мир Полдня определяется в повести как построенный на базе «культа Жертвы ради Предназначения». Последовательную деконструкцию советского утопического проекта произвёл философ и писатель Константин Крылов, чей роман «Факап» (название от английского fuck up — «лажа, косяк, грубый промах») распространялся в электронном виде под псевдонимом «Михаил Харитонов», а в 2022 году последовало посмертное издание. Публицист Егор Холмогоров утверждал, что роман выполнен в жанре твёрдой научной фантастики, который позволяет постмодернистски «переварить и поглотить» весь мир Стругацких. В полемическом запале критик даже заявил, что «Стругацкие диалектически „сняты“ этим текстом и принципиального значения теперь не имеют». На одном из уровней прочтения роман выполнен в «административно-производственном» жанре, демонстрируя устройство отношений в сложной бюрократической системе. В романе также развиты традиции классического русского романа Гоголя и Достоевского: «Двойничество, чиновник и дубль чиновника, лишний человек…» В «Факапе» хватает аллюзий к распаду СССР, которые «в 2020 году …уже выглядят как аллюзия на происходящее в США». Однако предпринятая К. Крыловым деконструкция исходного мира настолько радикальна, что к финалу он деконструировал и главного героя, и собственную модель мира, что критиком оценивалось как главная ошибка романиста. В политическом отношении текст получился прокоммунистическим, не соответствуя ни политической философии автора, ни логике романного повествования.

### Комментарии
1. ↑  Главные герои открыли новую планету в «юлианский день двадцать пять сорок два девятьсот шестьдесят семь», то есть 22 апреля 2250 года[1][16]. 22 апреля — день рождения В. И. Ленина и одновременно И. А. Ефремова.
2. ↑  Политолог и исследователь творчества И. Ефремова С. Сергеев отмечал, что в повести Стругацких «сквозь антураж средневековых ужасов проглядывают вполне ясные намёки на советские реалии». И. А. Ефремов предложил авторам заменить имя одного из главных героев на «дон Рэба» вместо «дона Рэбия», что было прозрачной анаграммой фамилии Берия[17]. Этот же исследователь прямо утверждал, что в 1960-е годы и у Ефремова, и у Стругацких негативно окрашенные характеристики инквизиции и средневековья являлись аллегорией и сталинизма, и советского тоталитаризма в целом, который представал как «провал в мракобесие»[18]. Преодоление границы между реальным миром и метафорическим средневековьем завершил А. Герман в фильме «Трудно быть богом»[19][20].
3. ↑  Коммерческий успех издания привёл в конечном итоге к включению в серию «Миры братьев Стругацких» всех произведений и переводов, созданных соавторами[29].
4. ↑  Полное имя — Щекн-Итрч, образовано от слова «щенок»[50].
5. ↑  В. В. Комиссаров в контексте различия футуристических проектов Стругацких и Ефремова ставил акцент на разницу условий формирования писателей, в том числе социально-политического, культурного и философского фундамента. Становление Ефремова пришлось на годы Гражданской войны, НЭПа и первых пятилеток, давших заряд оптимизма целому поколению, из-за чего многие его представители восприняли хрущёвскую «оттепель» как продолжение и возрождение идеалов молодости. Для воспитанных в духе сталинизма и переживших Великую Отечественную войну Стругацких «оттепель» явилась своего рода «ментальным ударом», подтолкнувшим к исследованию западных проектов, в том числе и либеральных. При этом проекты Ефремова и Стругацких не противоречили официальному курсу 1950—1960-х годов и друг другу. Согласно Комиссарову, исходный импульс к созданию «Туманности Андромеды» коренился в прочтении И. Ефремовым «Звёздных королей» Э. Гамильтона, которые вызвали отторжение неспособностью американского писателя вообразить мир, отличающийся от того, в котором он жил. Мир Стругацких, в свою очередь, отталкивался от ефремовского, образуя своего рода диалектическую триаду[60].
6. ↑  В офлайн-интервью, которое Б. Н. Стругацкий много лет вёл на официальном сайте Стругацких, в 1999 году он заявил, что ему с братом так и не удалось убедительно (для самих себя) определить, что именно является стимулом к развитию Мира Полудня. Главная проблема коренится в том, что двигателем технического и социального прогресса человечества являлось не праздное любопытство, а стремление к выживанию. В 1980-е годы в повестях Стругацких появилось понятие так называемого «Вертикального прогресса» как метафоры выхода человечества из плоскости обыденных представлений и задач в некое новое пространство. Однако суть «Вертикального прогресса» даже для самого Бориса Стругацкого была «весьма таинственной»[70].
7. ↑  Аркадий Стругацкий, ещё находясь на военной службе, писал брату Борису 10 декабря 1952 года, говоря о замысле фантастической повести: «Я… могу себе представить людей в таких условиях, их быт, нравы, выпивки, мелкие ссоры и большие радости… мне просто было бы достаточно описать людей, окружающих меня сейчас»[82].
8. ↑  Примерно такие же эпитеты («уголовники, дерьмо, ссыльные кулаки»; «Сволочьё! Воспитывай их, таких вот мерзавцев») прилагал лейтенант Аркадий Стругацкий к антисоветчикам-поселенцам в Канске в письме брату от 4 июня 1950 года[95].
9. ↑  Писатель и политолог Кирилл Бенедиктов в некрологе Е. Гайдару (зятю Аркадия Натановича Стругацкого) отмечал, что сами Стругацкие вполне могли подразумевать под прогрессорами конкретных интеллектуалов своего времени, связывая близость имён Льва Абалкина и Леонида Абалкина. «Проблема Гайдара была в том, что он поверил в своё „прогрессорство“. Поверил братьям Стругацким, которые в какой-то период своей жизни искренне считали, что учёные способны изменить жизнь к лучшему. Что специалист, вооружённый правильной теорией, может исправить все, что испортили дураки-политики, „серая“ и „чёрная“ масса. Вторая проблема Гайдара состояла в том, что он и его друзья воспринимали Россию как Арканар. Как тёмную, средневековую страну, населённую инертным, пассивным, нуждающимся в „свете с Запада“ населением. Именно поэтому младореформаторы принялись безжалостно переделывать „заскорузлую“, „дремучую“, „неэффективную“ экономическую структуру бывшего СССР. Не считаясь с потерями и затратами, сопоставимыми лишь с теми, которые страна понесла в годы войны»[117].
10. ↑  О том же писал и М. Липовецкий: «Земляне из безоблачного далёкого будущего почти случайно вмешиваются в жизнь инопланетного ГУЛАГа. Движимые желанием помочь узникам, они становятся первыми, ещё невольными прогрессорами в прозе Стругацких. Однако главная перипетия повести, совмещающая в себе её кульминацию и развязку, связана с тем, что инициатор этого полёта Саул Репнин, оказывается, сам когда-то был узником концлагеря, и он остаётся на про́клятой планете, движимый скорее всего желанием возмездия палачам и мучителям. Невнятность фабулы в данном случае выдавала некий требующий реализации культурно-психологический комплекс»[116].
11. ↑  Сергей Переслегин в послесловии к изданию «Жука в муравейнике» в серии «Миры братьев Стругацких» также рассматривал коллизию повести как «профессиональную разборку», «решение конфликта прогрессорами в своём кругу»[121].
12. ↑  Примерно о том же писали ещё в 1998 году Д. Байкалов и А. Синицын, используя термин «магия имени»: «Любое продолжение повестей Стругацких, написанное любым автором, будет встречено с интересом». В качестве примера приводится продолжение «Жука в муравейнике» некоего П. Искры, изданное в Воронеже десятитысячным тиражом (ISBN 5-89981-1153)[140]. Хотя книга названа «явно контрафактной» и «странной», она почти мгновенно стала библиографической редкостью[141].
13. ↑  Карен Налбандян по этому поводу замечал, что одним из прототипов Островной империи была императорская Япония. Читая первоисточники по деятельности японских милитаристов, несложно убедиться, что «многие Люди-в-натуре-Полдня возглавляли подонков Периферии. И многие подонки Периферии, возвращаясь в метрополию, скидывали военную форму и массово отправлялись созерцать цветущую сакуру»[132].
14. ↑  Деконструкция Мира Полдня некоторыми критиками сравнивалась с десакрализацией: «…известные нам с детства события остались ровно теми же самыми, а вот смысл происходящего после „разъяснений“ Харитонова изменился до неузнаваемости». Например, коммунизм оказался следствием тотальной ядерной войны, так называемого «Рассвета», Аврора (планета, на которой располагался город Арканар) и Надежда (мёртвая планета из повести «Жук в муравейнике») — это один и тот же мир, а в финале оказалось, что супер-сциентистская цивилизация Тагоры является инициатором эксперимента с зарождением на Земле разумной жизни и она же устроила Рассвет из-за неконтролируемого развития индустриальной цивилизации. В результате коммунистическая Земля — это криптоколония Тагоры, резидентом которой является Леонид Горбовский, чаще именуемый в тексте «Горби»[175]. Мир романа К. Крылова может характеризоваться как либерально-коммунистический[176] либо даже как «политикум брежневского СССР с Мировым советом, которые ничего не решает, с Президиумом, который решает всё, с подковёрными играми и несменяемой геронтократией»[177].

### Первоисточники
- Неизвестные Стругацкие / сост. С. Бондаренко. — Донецк : Сталкер, 2005. — Т. От «Страны багровых туч» до «Трудно быть богом»: черновики, рукописи, варианты. — 635 с. — (Миры братьев Стругацких). — ISBN 966-696-779-0.
- Неизвестные Стругацкие / Сост. С. П. Бондаренко, В. М. Курильский. — М., Донецк : АСТ, Сталкер, 2008. — Кн. От «Града обреченного» до «Бессильных мира сего»: черновики, рукописи, варианты. — 512 с. — (Миры братьев Стругацких). — ISBN 978-5-17-044776-3.
- Неизвестные Стругацкие. Письма. Рабочие дневники. 1963—1966 гг. / сост. С. П. Бондаренко, В. М. Курильский. — Киев : НКП, 2009. — 637, [3] с. — (Миры братьев Стругацких). — ISBN 978-5-17-055670-0. — ISBN 978-966-339-788-7.
- Стругацкие. Материалы к исследованию: письма, рабочие дневники. 1972—1977 гг. / Сост. С. П. Бондаренко, В. М. Курильский. — Волгоград : ПринТерра-Дизайн, 2012. — 760 с. — ISBN 975-5-98424-145-8.
- Стругацкий А., Стругацкий Б. Полное собрание сочинений в тридцати трёх томах / Составители: Светлана Бондаренко, Виктор Курильский, Юрий Флейшман. — Группа «Людены», 2016. — Т. 4: 1960. — 386 с.
- Стругацкий А., Стругацкий Б. Полное собрание сочинений в тридцати трёх томах / Составители: Светлана Бондаренко, Виктор Курильский, Юрий Флейшман. — Группа «Людены», 2016. — Т. 6: 1962. — 471 с.
- Стругацкий А., Стругацкий Б. Полное собрание сочинений в тридцати трёх томах / Составители: Светлана Бондаренко, Виктор Курильский, Юрий Флейшман. — Группа «Людены», 2016. — Т. 7: 1963. — 366 с.
- Стругацкий А., Стругацкий Б. Полное собрание сочинений в тридцати трёх томах / Составители: Светлана Бондаренко, Виктор Курильский, Юрий Флейшман. — Группа «Людены», 2016. — Т. 10: 1966. — 524 с.
- Стругацкий А., Стругацкий Б. Полное собрание сочинений в тридцати трёх томах / Составители: Светлана Бондаренко, Виктор Курильский. — Группа «Людены», 2020. — Т. 31: 1997—2000. — 598 с.
- Стругацкий Б. Н. Интервью длиною в годы: по материалам офлайн-интервью / Сост. С. П. Бондаренко. — М. : АСТ, 2009. — 508 с. — (Миры братьев Стругацких). — ISBN 978-5-17-044777-0.

### Монографии и статьи
- Амусин М. Ф. Братья Стругацкие : очерк творчества. — Иерусалим : Бесэдер, 1996. — 187 с. — ISBN 965-7031-06-0.
- Бондаренко С., Игнатович В. Мир Полудня Стругацких как историческая неизбежность. — СПб. : Сидорович А. В., 2024. — 320 с. — ISBN 978-5-90746523-7.
- Борисов В.. Братья Стругацкие: Распалась связь времён. Троицкий вариант — Наука (19 сентября 2023). Дата обращения: 18 декабря 2023.
- Борискова Е. Тема «прогрессорства» в романах Стругацких из цикла «Мир Полудня». Научно-популярный журнал «ИКСТАТИ». НИУ ВШЭ (2 августа 2022). Дата обращения: 22 декабря 2023.
- Бреева Т. Н. Деконструкция утопического дискурса в цикле произведений братьев Стругацких «Мир Полудня» // Известия Уральского федерального университета. Серия 2: Гуманитарные науки. — 2015. — Т. 136, № 1. — С. 226—235.
- Великанова Е. А. Цикл «В глубине Великого Кристалла» В. П. Крапивина: проблематика и поэтика : диссертация …кандидата филологических наук : 10.01.01 : Место защиты: Петрозавод. гос. ун-т. — Петрозаводск, 2010. — 290 с.
- Вишневский Б. Л. Двойная звезда: Миры братьев Стругацких. — СПб. : Дом Галича, 2022. — 456 с.
- Володихин Д. М., Прашкевич Г. М. Братья Стругацкие. Мечты о несбывшемся. — М. : Молодая гвардия, 2012. — 350 с. — (Жизнь замечательных людей, вып. 1331). — ISBN 978-5-235-03475-4.
- Галина М.. Читатель как писатель, или Как расширяются литературные миры. 2018, №8. Новый мир. Дата обращения: 20 декабря 2023. Архивировано 7 сентября 2018 года.
- Гринфельд В. А. Революция субъектов. Два издания одной повести Аркадия и Бориса Стругацких // Вопросы литературы : Журнал критики и литературоведения. — 2022. — № 6. — С. 106—117. — doi:10.31425/0042-8795-2022-6-106-117.
- Ермолаев А. Расцвет и закат земной сверхцивилизации (Обитаемый остров братьев Стругацких) // Библиотечное дело. — 2013. — № 16 (202). — С. 16—21.
- Еськов К. Ю. Социология утопии, или Почему у Стругацких в их «Мире Полудня» нет котиков и попугайчиков // Знание — сила. — 2025. — № 8. — С. 54—64.
- Зензинов А. Стругацкие испортили нашу интеллигенцию. Взгляд: деловая газета (13 января 2023). Дата обращения: 18 декабря 2023.
- Иоффе Е. Ю. Интертекст А. И Б. Стругацкие — С. Лукьяненко в романе «Звезды — холодные игрушки» (С. Лукьяненко) // Наука и современность. — 2012. — № 19—2. — С. 109—113.
- Казаков В. Полёт над гнездом лягушки (эссе) // Время учеников / Сост. А. Чертков. — М., СПб. : АСТ, Terra Fantastica, 1996. — С. 575—598. — 608 с. — ISBN 5-7921-0076-4. — ISBN 5-88196-791-7.
- Кайтох В. Братья Стругацкие / Пер. с пол. В. Борисова // Стругацкий А. Н., Стругацкий Б. Н. Собрание сочинений. В 11 т. — Донецк : Сталкер, 2003. — Т. 12, дополнительный. — С. 409—638. — 699 с. — ISBN 966-696-215-2.
- Комиссаров В. В. «Этого ожидали…»: Роман И. А. Ефремова «Туманность Андромеды» и футуристические проекты советской интеллигенции. — Иваново : ПресСто, 2017. — 116 с. — ISBN 978-5-9909681-0-3.
- Кузнецова А. В. Рецепция творчества братьев Стругацких в критике и литературоведении : 1950—1990-е гг. : диссертация … кандидата филологических наук : 10.01.01. — Москва, 2004. — 248 с.
- Кукулин И.. Альтернативное социальное проектирование в советском обществе 1960-1970-х годов, или Почему в современной России не прижились левые политические практики. Новое литературное обозрение. Polit.ru (29 февраля 2008). Дата обращения: 9 октября 2023.
- Кукулин И. Философия Стругацких. Русская литература XX века. Сезон 2. Arzamas. Дата обращения: 24 сентября 2023.
- Липовецкий М. Н.. Ещё раз о комплексе прогрессора. Неприкосновенный запас, №1. Журнальный зал (2015). Дата обращения: 10 января 2024.
- Лифанов С. Планета Венера: 1991, август — сентябрь: Хроника одной экспедиции // Уральский следопыт. — 1991. — № 10 (октябрь). — С. 53—55.
- Межуев Б.. Тайна «Мира Полдня». Гефтер (28 ноября 2012).
- Миры братьев Стругацких. Энциклопедия. А—Л / Сост. В. Борисов. — М., СПб. : АСТ; Terra Fantastica, 1999. — 544 с. — Приложение 1: В. Курильский. Комментарии к серии книг «Миры братьев Стругацких». — ISBN 5-237-01561-1. — ISBN 5-7921-0239-2.
- Миры братьев Стругацких. Энциклопедия.  М—Я / Сост. В. Борисов. — М., СПб. : АСТ; Terra Fantastica, 1999. — 560 с. — Приложение 2: Библиография: художественные произведения, статьи, выступления, рецензии, интервью (составители В. Казаков, А. Керзин, Ю. Флейшман, фэн-группа «Людены»). — ISBN 5-237-01562-X. — ISBN 5-7921-0241-4.
- Некрасов С. Власть как насилие в утопии Стругацких: опыт деконструкции. Фантасты братья Стругацкие: критика. Русская фантастика. Дата обращения: 17 декабря 2023.
- Неронова И. В. Художественный мир и его конструирование в творчестве А. Н. и Б. Н. Стругацких 1980-х годов : Специальность 10.01.01. — русская литература (филологические науки); Диссертация на соискание учёной степени кандидата филологических наук. — Ярославль : Ярославский государственный университет им. П. Г. Демидова, 2015. — 209 с.
- Неронова И. В. Раннее творчество братьев Стругацких: поиск индивидуального стиля // Проблемы исторической поэтики. — 2016. — Вып. 4: Поэтика фантастического. — С. 222—235. — ISSN 1026-9479. — doi:10.15393/j9.art.2016.3746.
- Осенев И. А. Фантастика нашего времени: новейшие собрания сочинений братьев Стругацких. Наука в мегаполисе, №4 (39). Московский городской университет МГПУ (11 апреля 2022). Дата обращения: 24 сентября 2023.
- Переслегин С. Возвращение к звёздам : фантастика и эвология. — М. : АСТ, 2010. — 570 с. — (Philosophy). — ISBN 978-5-17-064271-7.
- Пикник в муравейнике: Феномен братьев Стругацких : Бабенко В., Бак Д., Василевский А., Иванова Н., Курицын В., Латынина А., Немзер А., Ткачёв М.; Фонограмму расшифровала Т. Кравченко // Литературная газета. — 1994. — № 47 (5527) (23 ноября). — С. 5.
- Рац М., Хромченко М. О методологии Г. П. Щедровицкого и «прогрессорстве» А. Н. и Б. Н. Стругацких. Новое литературное обозрение. Журнальный зал (2008).
- Россия 2050: Утопии и прогнозы / Редактор-составитель: Михаил Ратгауз. — 2-е изд. — М. : Новое издательство, 2021. — 600 с. — Книга издана по инициативе и при поддержке Фонда имени Фридриха Эберта в России. — ISBN 978-5-98379-263-0.
- Сергеев С. А. Иван Ефремов в контексте духовных конфликтов XX века : монография. — Казань : Изд-во КНИТУ, 2019. — 128 с. — ISBN 978-5-7882-2573-9.
- Скаландис А. Братья Стругацкие. — М. : АСТ, 2008. — 702 с. — ISBN 978-5-17-052684-0.
- Фролов А. В. Проблема периодизации творчества Аркадия и Бориса Стругацких // Вестник Брянского государственного университета: История. Литературоведение. Право. Языкознание. — 2012. — № 2. — С. 170—174.
- Фролов А. В. Трансформация мироощущения героя и автора в процессе творческой эволюции Аркадия и Бориса Стругацких («Далёкая Радуга» — «Улитка на склоне» — «Град обреченный») : Диссертация на соискание учёной степени кандидата филологических наук: 10.01.01. — Брянск, 2016. — 221 с.
- Фролов А. В. «Мир „Полудня“ Аркадия и Бориса Стругацких и мир „Туманности Андромеды“ Ивана Ефремова: тематика, идеи, традиции». Даниил Хармс. Дата обращения: 23 сентября 2023.
- Фрумкин К. Г. Любование учёным сословием. Отражение социальной истории советской науки в литературе, искусстве и публичной риторике. — М.; СПб. : Нестор-История, 2022. — 352 с. — ISBN 978-5-4469-2055-6.
- Черняховская Ю. Братья Стругацкие: письма о будущем. — М. : Книжный мир, 2016. — 384 с. — Б. Межуев. Атлантида, которую мы потеряли (предисловие). — ISBN 978-5-8041-0878-7.
- Черняховская Ю. С. «Большая тройка» советской художественной футурологии. Политико-философское осмысление проблем культурного суверенитета, культурно-цивилизационной интеграции и формирования идеалов будущего в произведениях И. Ефремова, А. Казанцева, А. и Б. Стругацких : компаративный анализ. — М. : Институт Наследия, 2022. — 380 с. — ISBN 978-5-86443-392-8.
- Шавшин М. Стругацкие. Всплеск в тишине : литературно-критические эссе. — СПб. : Анима, 2015. — 287 с. — 3000 экз. — ISBN 978-5-9907020-0-4.
- Шамякина М. В. Опыт изучения социальных процессов на материале повести братьев Стругацких «Хищные вещи века» // Журнал Белорусского государственного университета. Социология. — 2019. — № 2. — С. 98—110. — ISSN 2071-0968.
- Шинделарж К. Братья Стругацкие : феномен прогрессорства в мире Полудня // Новая русистика. — 2011. — Vol. 4, no. 2. — С. 29—41. — ISSN 2336-4564.

### Некоторые производные произведения
- Время учеников / сост. и авт. предисл. Андрей Чертков ; ил. Яны Ашмариной и др. — М. ; СПб. : АСТ, Terra fantastica, 1996. — Вып. 1. — 608 с. — (Миры братьев Стругацких). — ISBN 5-7921-0076-4. — ISBN 5-88196-791-7.
- Время учеников / сост. и авт. предисл. Андрей Чертков. — Москва ; Назрань : АСТ, Terra fantastica, 1998. — Вып. 2. — 555 с. — (Миры братьев Стругацких). — ISBN 5-7921-0222-X.
- Время учеников / сост. и авт. предисл. Андрей Чертков. — М. ; СПб. : АСТ, Terra fantastica, 2000. — Вып. 3. — 544 с. — (Миры братьев Стругацких). — ISBN 5-7921-0076-4. — ISBN 5-88196-791-7.
- Важнейшее из искусств / сост. Андрей Чертков. — СПб. : Азбука-классика, 2009. — 508 с. — (Миры Стругацких. Время учеников, XXI век). — ISBN 978-5-395-00445-1.
- Возвращение в Арканар / сост. А. Чертков. — СПб. : Азбука-классика, 2009. — 412 с. — (Миры Стругацких. Время учеников, XXI век). — ISBN 978-5-9985-0017-6.
- Веров Я., Минаков И. Операция «Вирус» / Предисловие: Антон Первушин. Чудо межавторского космоса. — М. : Вече; Снежный ком, 2010. — 384 с. — (Настоящая фантастика). — 3000 экз. — ISBN 978-5-9533-4873-7.
- Щёголев А. Агент Иван Жилин. — СПб. : Издательство Союза писателей Санкт-Петербурга, 2013. — 376 с. — 750 экз. — ISBN 978-5-4311-0078-9.
- Мир Стругацких. Полдень и полночь / сост. М. Гелприн, Г. Панченко, И. Минаков. — М. : Э, 2016. — 510 с. — (Русская фантастика). — ISBN 978-5-699-84824-9.
- Мир Стругацких. Рассвет и полдень / сост. Д. Тасбулатова. — М. : Э, 2017. — 637 с. — (Русская фантастика). — ISBN 978-5-699-94510-8.
- Успенский М. Г., Лазарчук А. Г. Соль Саракша : Время и герои братьев Стругацких. — М. : Пятый Рим, 2016. — 253 с. — (Весь этот джакч; кн. 1). — 3000 экз. — ISBN 978-5-9907593-0-5.
- Успенский М. Г., Лазарчук А. Г. Любовь и свобода : Время и герои братьев Стругацких. — М. : Пятый Рим, 2016. — 252 с. — (Весь этот джакч; кн. 2). — 3000 экз. — ISBN 978-5-9907593-6-7.
- Лазарчук А. Стеклянный меч : Время и герои братьев Стругацких. — М. : Пятый Рим, 2017. — 254 с. — (Весь этот джакч; кн. 3). — 3000 экз. — ISBN 978-5-9907593-7-4.
- Лукьянов А. Чёрная пешка. — Липецк : Крот, 2017. — 928 с. — (Четвёртая волна). — 30 экз.
- Харитонов М. Факап : роман. — М. : Городец, 2022. — 896 с. — (Книжная полка Вадима Левенталя). — 1000 экз. — ISBN 978-5-907641-02-0.
  - Холмогоров Е.. Михаил Харитонов. Факап. 100 книг: сайт о книгах и политике (1 января 2021). Дата обращения: 17 декабря 2023.